# Reichskommissar für die Festigung deutschen Volkstums

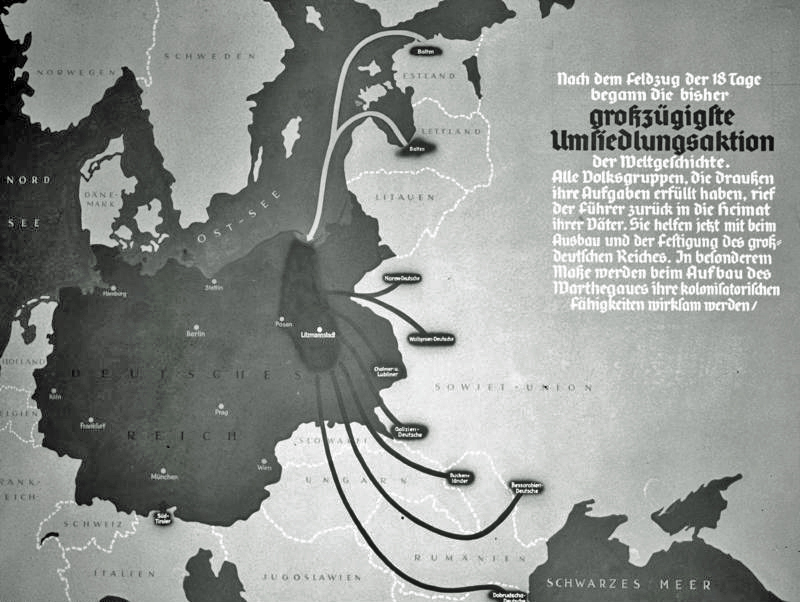
Die „großzügigste Umsiedlungsaktion der Weltgeschichte“ – NS-Propagandaplakat zur Kolonisierung des Warthegaues (1939/41)

Reichskommissar für die Festigung deutschen Volkstums (Kürzel: RKF, auch RKFDV) war die vom Reichsführer SS Heinrich Himmler bei der Erledigung der ihm von Adolf Hitler im sogenannten „Erlass zur Festigung des deutschen Volkstums“ vom 7. Oktober 1939 übertragenen Aufgaben geführte Amtsbezeichnung. Diese Aufgaben umfassten die Rückführung zur „endgültigen Heimkehr in das Reich“ von Reichs- und Volksdeutschen aus dem Ausland, die „Ausschaltung des schädigenden Einflusses“ von „volksfremden Bevölkerungsteilen auf Reich und deutsche Volksgemeinschaft“ und „die Gestaltung neuer deutscher Siedlungsgebiete durch Umsiedlung“.
Zur Erfüllung seiner Aufgaben standen Himmler dabei mehrere SS-Ämter zur Verfügung. Die Ernennung zum RKF im Jahre 1939 bedeutete die Frucht jahrelanger Bemühungen um eine weitreichende Machtfülle mit dem letztendlichen Ziel, deutsche Siedlungspolitik zur Sache der SS zu machen.
Äußerer Anlass für diesen Auftrag war die im Deutsch-Sowjetischen Grenz- und Freundschaftsvertrag am 28. September 1939 vereinbarte Umsiedlung der Deutschen östlich der neugezogenen Grenze, was über 100.000 Personen betraf und mit Hilfe einer Einwandererzentralstelle durchgeführt wurde. Bereits vorher waren einige organisatorische Strukturen zu ähnlichen Zwecken geschaffen worden, zuletzt für die mit Italien beabsichtigte und bereits länger verhandelte Optionsregelung. Diese Strukturen wurden nun erheblich erweitert, da wegen Hitlers Plänen für den Angriff auf die Sowjetunion hier nun Eile geboten war, mit dessen Hilfe der zentrale nationalsozialistische Gedanke vom Lebensraum im Osten umgesetzt werden sollte.
Deutsche und „Eindeutschungsfähige“ aus dem Ausland (ca. 1 Mio.) wurden ins Reich, einschließlich der annektierten Gebiete, und „Fremdvölkische“ aus diesen Gebieten ins Generalgouvernement umgesiedelt. Bei weiteren Maßnahmen führten unterschiedliche Prioritäten zu Konflikten innerhalb der deutschen Verwaltung. Während Zivilverwaltung und Militär kriegswirtschaftlichen Erwägungen absoluten Vorrang einräumten, hielten der Reichsführer SS Heinrich Himmler als der verantwortliche Reichskommissar und letztlich auch Hitler an der rassistisch motivierten Politik fest, die eine Ausrottung wesentlicher Bevölkerungsteile bedeutete. Die polnische Bevölkerung war als „Arbeitsreservoir für die Ausführung von untergeordneten Arbeiten“ vorgesehen, die physische Vernichtung der Juden und der polnischen Intelligenz, was beides sehr weit gefasst wurde, hatte jedoch Vorrang.
Weitere Schritte ging Himmler mit der von ihm beauftragten Erstellung des Generalplanes Ost für Osteuropa, der u. a. die deutsche Kolonisierung des Ingermanlandes südlich von Leningrad und des „Gotengaus“ auf der Krim vorsah, der geplanten und begonnenen Erstellung eines Generalsiedlungsplanes für ganz Europa sowie der Aktion Zamość als erster Versuch zur Umsetzung des Generalplanes im Generalgouvernement.

## Entstehung der Institution
Die Grundlage der Institution „Reichskommissar für die Festigung deutschen Volkstums“ bildete der gleichnamige Führererlass vom 7. Oktober 1939 von Adolf Hitler. Der Text des Erlasses wurde zu dieser Zeit von der Regierung nicht veröffentlicht und durch die nationalsozialistischen Presseorgane nur bruchstückhaft zusammengefasst. Einen Tag nach Abschluss des deutschen Überfalls auf Polen beschrieb Hitler hier zum ersten Mal seine Visionen einer zukünftigen großangelegten Germanisierung Osteuropas. So schrieb er:

„Die Folgen von Versailles in Europa sind beseitigt. Damit hat das Großdeutsche Reich die Möglichkeit, deutsche Menschen, die bisher in der Fremde leben mußten, in seinem Raum aufzunehmen und anzusiedeln und innerhalb seiner Interessengrenzen die Siedlung der Volksgruppen so zu gestalten, daß bessere Trennungslinien zwischen ihnen erreicht werden.“

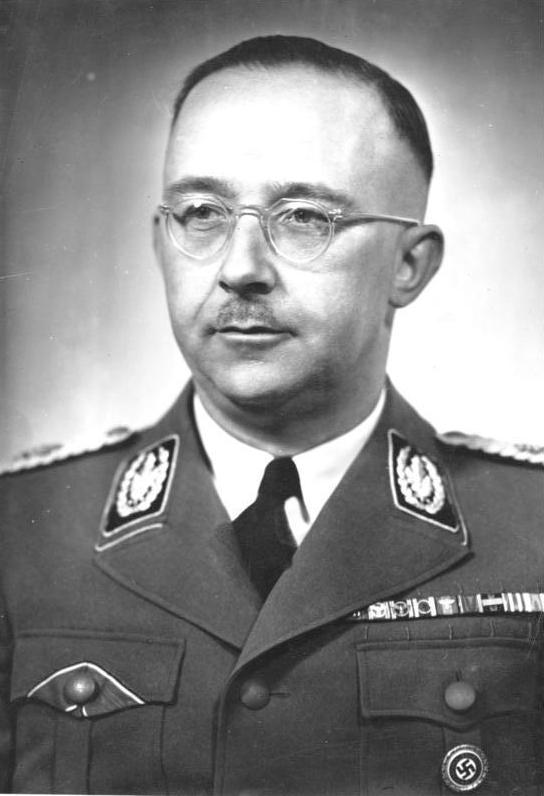
Reichskommissar Heinrich Himmler im Jahr 1942

Ganz im Sinne seines absoluten Führungsanspruches, übertrug Hitler die Durchführung einer solch großflächigen Arisierung der besetzten polnischen Gebiete dem Vertreter jener Organisation, die die Verwirklichung des „Führerwillens“ uneingeschränkt symbolisierte. Im Einzelnen ordnete Hitler an:

„Dem Reichsführer-SS obliegt nach meinen Richtlinien:
1. die Zurückführung der für die endgültige Heimkehr in das Reich in Betracht kommenden Reichs- und Volksdeutschen im Ausland,
2. die Ausschaltung des schädigenden Einflusses von solchen volksfremden Bevölkerungsteilen, die eine Gefahr für das Reich und die deutsche Volksgemeinschaft bedeuten,
3. die Gestaltung neuer deutscher Siedlungsgebiete durch Umsiedlung, im besonderen durch Seßhaftmachung der aus dem Ausland heimkehrenden Reichs- und Volksdeutschen.“

Nun konnte Himmler weitläufig den gesamten Verwaltungsapparat des Reiches und der besetzten Gebiete zur Erfüllung seiner Aufgaben heranziehen:

„Der Reichsführer-SS ist ermächtigt, alle zur Durchführung dieser Obliegenheiten notwendigen allgemeinen Anordnungen und Verwaltungsmaßnahmen zu treffen.“

„In den besetzten ehemals polnischen Gebieten führt der Verwaltungschef Ober-Ost die dem Reichsführer-SS übertragenen Aufgaben nach dessen allgemeinen Anordnungen aus. Der Verwaltungschef Ober-Ost und die nachgeordneten Verwaltungschefs der Militärbezirke tragen für die Durchführung die Verantwortung. Ihre Maßnahmen sind den Bedürfnissen der militärischen Führung anzupassen. Personen, die zur Durchführung dieser Aufgaben mit Sonderaufträgen versehen sind, unterstehen insoweit nicht der Wehrmachtsgerichtsbarkeit.“

„Im übrigen bedient sich im Gebiet des Deutschen Reiches der Reichsführer-SS zur Durchführung seines Auftrags der vorhandenen Behörden und Einrichtungen des Reiches, der Länder und der Gemeinden sowie der sonstigen öffentlichen Körperschaften und der bestehenden Siedlungsgesellschaften.“

Noch im gleichen Monat erfolgte die erste Anordnung Himmlers in seiner neuen Funktion. Der Titel „Reichskommissar“, in der Tradition und im Sinne nationalsozialistischer Machtkonstituierung, schöpfte seine Legitimation und Befugnisse direkt durch die Amtsgewalt des Reichskanzlers. Mit der Anordnung etablierte Himmler sogleich die Dienststelle des Reichskommissars:

„Durch den Erlaß des Führers vom 7. Oktober 1939 bin ich zum Reichskommissar zur Festigung deutschen Volkstums ernannt worden.
Für die Leitung und Herausgabe der allgemeinen Anordnungen und Richtlinien und für die Durchführung bestimmter nur zentral zu erledigender Aufgaben richte ich die Dienststelle des Reichskommissar ein. Die Leitung habe ich dem SS-Oberführer Greifelt übertragen.“

## Organisation
Die „Dienststelle des Reichskommissars für die Festigung deutschen Volkstums“ wurde Mitte Oktober 1939 aus der „Leitstelle für Ein- und Rückwanderung“ gebildet. Diese war bereits im Juni 1939 zwecks Umsiedlung der Südtiroler ins Leben gerufen worden, mit den Funktionen eines Persönlichen Führungsstabes des Reichsführers SS. Ihr Leiter war der bereits in der ersten Anordnung Himmlers als RKF erwähnte zukünftige SS-Obergruppenführer Ulrich Greifelt.

### Dienststelle des Reichskommissars für die Festigung deutschen Volkstums
Die neu ins Leben gerufene Dienststelle hatte zu Ende des Jahres 1939 folgende Organisationsstruktur:
I. Planungsfragen
II. Lenkung des Menscheneinsatzes, Aufteilung der Umsiedler auf die neuen Gebiete
III. Ausgleich von Schadensfällen
IV. Beschaffung und Verwaltung der finanziellen Mittel
V. Zentralbodenamt, Beschlagnahme und Neuverteilung des Bodens
VI. Siedlungsamt
Der Leiter der Planungsabteilung sowie der „Hauptabteilung Planung und Boden“ war Konrad Meyer. Dieser war hauptverantwortlich für die Erarbeitung des Generalplanes Ost. Eine Unterabteilung der „Hauptabteilung Planung und Boden“ war die am 3. Mai 1940 gegründete „Abteilung Raumplanung und Städtebau“, zuständig für die (polnischen) Städte. Leiter war Josef Umlauf. Die Dienststelle hatte ihren Sitz in Berlin am Kurfürstendamm 142/143.

### Stabshauptamt des Reichskommissars für die Festigung deutschen Volkstums
Im Juni des Jahres 1941 erfolgte eine Reorganisierung der Dienststelle. Gleichbedeutend mit einer Aufwertung wurde sie in ein SS-Hauptamt umfunktioniert und hieß von nun an „Stabshauptamt des Reichskommissars für die Festigung deutschen Volkstums“ (StHA/RKF). Gemäß dem Modell anderer SS-Hauptämter änderte sich ihre Organisationsstruktur entsprechend:
- Amtsgruppe A
  - Amt Z – Zentralamt (Personalfragen, Zentralregistratur)
  - Amt I – Umsiedlung und Volkstum
  - Amt II – Arbeitseinsatz

- Amtsgruppe B
  - Amt III – Wirtschaft
  - Amt IV – Landwirtschaft
  - Amt V – Finanzverwaltung, geleitet von Otto Schwarzenberger

- Amtsgruppe C
  - Amt VI – Planung und Boden
  - Amt VII – Bauten
  - Amt VIII – Zentralbodenamt

Das oben angeführte Amt VI „Planung und Boden“ war mit der Registrierung und Bestandsaufnahme des gesamten Grund und Bodens der besetzten Gebiete, der Sicherstellung des ehemaligen polnischen und jüdischen Besitzes und der Mitwirkung bei der Regelung des ländlichen Grundstücksverkehrs beauftragt. Lokale Bodenämter existierten in Danzig-Westpreußen, Zichenau, Schlesien, Posen (mit deren 32 Außenstellen), sowie in den West- und Südgebieten (in Metz für den Gau Westmark, in Straßburg für das Elsass, in Marburg an der Drau (heute Maribor) für die Untersteiermark und in Veldes (heute Bled) für Kärnten und Krain).
Zum weiteren Kreis des RKF gehörten auch die sogenannten „Beauftragten des RKF“. Es handelte sich dabei unter anderem um die Höheren SS- und Polizeiführer. Diese waren in den Behörden der Oberpräsidenten, bzw. Reichsstatthalter angesiedelt. Einer dieser Beauftragten des RKF war der spätere Leiter der „Freiwilligen-Leitstelle Ost“ Fritz Arlt. Als Leiter der Außenstelle Oberschlesien koordinierte er unter anderem die Vertreibungsaktionen in Oświęcim (Auschwitz) und den umliegenden Orten. Andere Beauftragte waren beispielsweise der Reichsstatthalter und Gauleiter Siegfried Uiberreither in Graz, der Leiter des Umsiedlungsstabes Untersteiermark in Marburg an der Drau.
Dem Stabshauptamt unterstanden eine Reihe Gesellschaften privaten Rechts, die gleichermaßen auch die Funktionen einer Behörde ausübten:
Die Deutsche Umsiedlungs-Treuhand GmbH (DUT) war bereits am 3. November 1939 gegründet worden. Die Gesellschaft betreute die Umsiedler in vermögensrechtlichen Fragen. Im Falle von zurückgelassenen Vermögens und Besitztümern, nahm sie Ausgleichszahlungen an Umsiedler vor oder gewährte ihnen Kredite oder Vorschüsse.
Die „Siedler Wirtschaftsgemeinschaft GmbH“ (SWG) in Zamosc war für die wirtschaftliche Betreuung der Umsiedler im Generalgouvernement verantwortlich. Sie organisierte die Versorgung mit Geräten, Gütern und die Entgegennahme der bäuerlichen Produkte. Die SWG spielte eine wichtige Rolle bei der Aktion Zamosc, einer im November 1942 begonnenen und durch den RKF angeordneten Vertreibung von Polen im Kreis Zamosc.
Die Deutsche Ansiedlungsgesellschaft (DAG) ging 1936 aus der „Deutschen Ansiedlungsbank“ hervor, die bereits im Jahre 1898 gegründet worden war. Noch im Jahre 1938 innerhalb des weiter unten beschriebenen Rasse- und Siedlungshauptamtes angesiedelt, wurde sie 1939 dem StHA unterstellt. Ihre Aufgabe war es, in den besetzten Gebieten das Besitztum der enteigneten Menschen zu übernehmen und für die Neusiedler bereitzuhalten.
Mit Beginn des Krieges gegen die Sowjetunion im Juni 1941 wurde die gesamte Organisation ausgeweitet. So wurden neue Dienststellen etabliert, die nicht nur uneingeschränkt die Aufgaben des RKF erfüllten, sondern ihm direkt unterstellt waren. Dies stand im Widerspruch zum Führererlass vom 7. Oktober 1939, der zur Erfüllung der ihm gestellten Aufgaben keine Behörde vorgesehen hatte, sondern einen Führungsstab, der sich ausschließlich der existierenden Dienststellen des Reiches bedienen sollte.

### Volksdeutsche Mittelstelle
Die „Volksdeutsche Mittelstelle“ (Vomi) wurde ursprünglich 1936 als Instrument nationalsozialistischer Außenpolitik ins Leben gerufen. Das Ziel der Organisation war es, die sogenannten Volksdeutschen im Ausland augenscheinlich finanziell und politisch zu unterstützen, aber gleichzeitig für die NS-Volkstumspolitik zu instrumentalisieren. In diesem Sinne wurden sämtliche Hilfsorganisationen gleichgeschaltet, die bis dahin mit Auslandsdeutschen zusammengearbeitet hatten. Ihr Leiter war der ehemalige Landwirt und SS-Obergruppenführer Werner Lorenz.

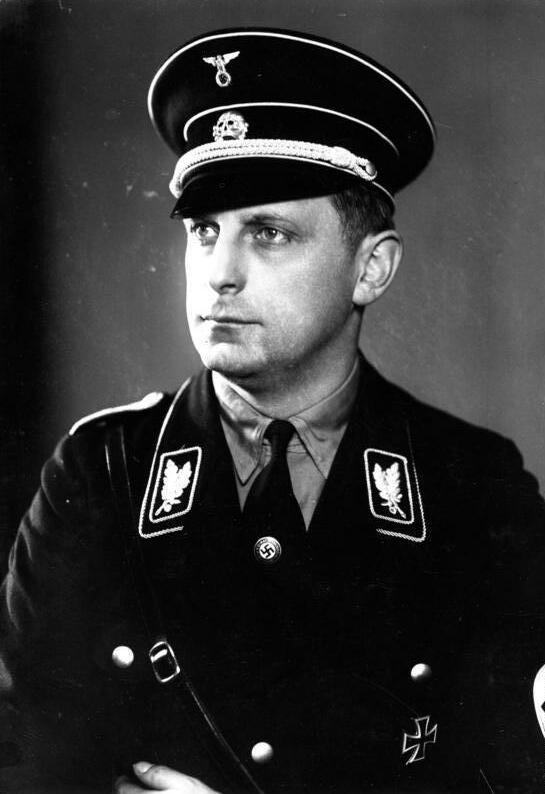
Der spätere Leiter der Volksdeutschen Mittelstelle Werner Lorenz im Jahr 1933

In den Anfangsjahren war die Vomi organisatorisch dem Stellvertreter des Führers Rudolf Heß und finanziell dem Reichsschatzmeister der NSDAP unterstellt gewesen. Dies änderte sich jedoch im Jahre 1938. Die Vomi unterstand fortan Adolf Hitler persönlich und reihte sich in die Liste der Organisationen ein, bei denen sich die parteipolitischen und staatspolitischen Aufgabenstellungen untrennbar vermischt hatten.
Mit der Einsetzung des Reichsführers SS als „Reichskommissar für die Festigung deutschen Volkstums“ im Oktober 1939 wurde ihm auch die Vomi zugewiesen, die zu diesem Zeitpunkt damit beauftragt worden war, die Rückkehr der Baltendeutschen zu organisieren. Die Organisation verlor als Konsequenz das Privileg, direkt dem Führer unterstellt zu sein.
1941 erfolgte die Erhebung der Vomi zu einem SS-Hauptamt. Unter ihrem Leiter Werner Lorenz wurden zahlreiche weitere Institutionen geschaffen, so dass es bald zu Kompetenzstreitigkeiten mit dem Stabshauptamt kam. Neben der Anordnung des Reichsführers SS vom 28. November 1941 über „den Aufbau der Volkstumsarbeit der NSDAP und die Abgrenzung der Zuständigkeiten der Hauptämter der SS“ vereinbarten daher am 9. September 1942 die jeweiligen Chefs des Hauptamts Volksdeutsche Mittelstelle und des Stabshauptamts eine Abgrenzung ihrer Aufgaben:

„Vomi: Volkstumsarbeit; Betreuung der […] „deutschen Volksliste“; Absiedlung, Transport und Versorgung der Umsiedler […]; Führung der deutschen Volksgruppen.“

„StHA: Planung und Verwirklichung der Siedlungen; Menscheneinsatz; Wirtschaftliche Fragen der Umsiedlung[…]; Propaganda für Siedlung.“

Das SS-Hauptamt „Volksdeutsche Mittelstelle“ umfasste insgesamt elf Ämter. Drei dieser Ämter waren dabei teilweise oder vollständig für den RKF tätig. Es handelte sich um:
Amt VI – Sicherung deutschen Volkstums im Reich
Amt VII – Sicherung deutschen Volkstums in den neuen Ostgebieten
Amt XI – Umsiedlung
Das Amt XI operierte dabei ausschließlich mit Mitteln aus dem Budget des RKF.

### Rasse- und Siedlungshauptamt
Das Rasse- und Siedlungshauptamt (RuSHA) organisierte die „rassischen Überprüfungen“ der volksdeutschen Umsiedler und der Deutschen aus dem Altreich, die in den Ostgebieten siedeln wollten (so genannte SS-Siedlungspolitik). Weiterhin selektierte die Stelle aus den „fremden“ Volksgruppen in den besetzten Gebieten einzelne Personen, die „eindeutschungsfähig“ waren und damit gemäß der NS-Rassenideologie in die deutsche „Volksgemeinschaft“ integriert werden konnten. Weiterhin war die Behörde ein für Himmler nützliches Instrument, um dessen Alleinanspruch, und damit der SS, für die deutsche Siedlungspolitik in den besetzten Gebieten frühzeitig zu zementieren. So schrieb der damalige Leiter des RuSHA Günther Pancke am 31. März 1939, also bereits rund 5 Monate vor Ausbruch des Zweiten Weltkrieges, in einem Brief an Reinhard Heydrich:

„Da nach meiner Ansicht das Siedlungsproblem, besonders außerhalb der alten Reichsgrenzen, in erster Linie ein politisches ist, kommt für die Bearbeitung desselben meines Erachtens auch nur eine politische Organisation – also die SS – in Frage und nicht Ministerialbüros, die sich bisher zur Durchführung politischer Aufgaben weitgehend als ungeeignet erwisen haben.“

Eine Vorläuferorganisation des RuSHA, das „Rassenamt der SS“, war bereits zum 1. Januar 1932 ins Leben gerufen und im Verlauf des Jahres 1933 in „Rassen- und Siedlungsamt SS“ umbenannt worden. Dessen Tätigkeit war zunächst darauf beschränkt, potentielle Kandidaten und aktuelle Bewerber um Mitgliedschaft in der SS mitsamt ihren Ehefrauen auf deren rassische Tauglichkeit zu überprüfen.

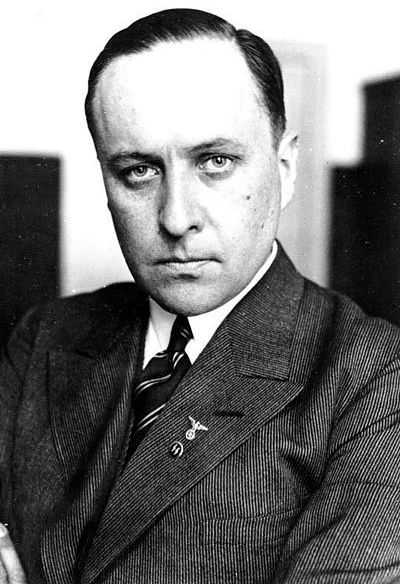
Walter Darré, erster Leiter des RuSHA

Erster Leiter des RuSHA und dessen Vorläufers war von 1932 bis 1938 Walther Darré, der gleichzeitig die Ämter des Reichsbauernführers und Reichsministers für Ernährung und Landwirtschaft bekleidete. Darré war ein enger Freund Himmlers und ein Mitglied des „Nordischen Rings“, eines Kreises von Anhängern des Rassenideologen Hans Günthers. Dieser hatte mit seinen in den 1920er Jahren veröffentlichten Werken zur Klassifizierung der Rassen die Basis der Rassenpolitik der SS und in der Folge des RuSHA geliefert. Günthers Konzept einer „nordischen Rasse“ sowie einer „Rassenauslese“ waren bei Darré und Himmler auf fruchtbaren Boden gefallen und hatten den ersteren dazu inspiriert, publizistisch tätig zu werden, um seine Gedanken zum Thema Rasse einer interessierten Öffentlichkeit zu präsentieren. Zwei Werke Darrés bildeten dabei die Grundlage, auf der sich die spätere Rassen- und Siedlungspolitik der SS begründete: „Das Blut als Lebensquell der nordischen Rasse“ (1929) und „Neuadel aus Blut und Boden“ (1930). Er propagierte darin unter anderem die Überlegenheit der nordischen Rasse sowie die Idee des Bauerntums als tragende Schicht der Gesellschaft, die, seiner Ansicht nach, „das deutsche Volk mit gutem Blut“ versorge. Darrés Thesen bildeten damit das Fundament der durch die SS propagierten „Blut und Boden-Ideologie“. Als Leiter des Rasse- und Siedlungsamtes konnte Darré nun seine Vorstellungen zur Rassenauslese und Siedlungstheorie sowohl politisch als auch behördlich in die Tat umsetzen.
In den ersten Jahren seiner Existenz konzentrierte sich die Tätigkeit des Rassenamtes auf die Ausrichtung und Umsetzung des bereits oben erwähnten Ausleseverfahrens von SS-Männern mitsamt deren zukünftigen Ehefrauen. Zu diesem Zweck traten in seinem Gründungsjahr der aus Österreich stammende Rassenkundler Bruno Kurt Schultz und, auf Drängen Himmlers, der für die Reichswehr als Musterungsarzt tätige Horst Rechenbach dem Amt bei. Letzterer wurde Stellvertretender Vorsitzender und war zuständig für die Durchführung des Ausleseverfahrens. Schultz wiederum war fortan für die rassenanthropologische Ausbildung der SS in Theorie und Praxis verantwortlich.
Ein Hauptschwerpunkt der Tätigkeiten des Amtes im Jahre 1934 lag in der Etablierung eines „Schulungsapparates der SS“. Das Amt begann für jeden SS-Abschnitt sogenannte Schulungsleiter zu ernennen, die im wöchentlichen, bzw. vierzehntäglichen Turnus Schulungen und Gemeinschaftsveranstaltungen für SS-Mitglieder durchzuführen hatten. Die Auswahl und Ausbildung geeigneter Schulungsleiter oblag den „Rassereferenten“ der SS-Oberabschnitte, welche das Rasse- und Siedlungsamt vor Ort vertraten. Themen der Ausbildung waren unter anderem die Aufgaben und Aktivitäten der SS, „Bevölkerungspolitik und Rassenpflege“, die nationalsozialistische Weltanschauung sowie „Blut und Boden“. Zu Themen wie „Bauerntum“ und NS-Siedlungspolitik standen den Schulungsleitern auch sogenannte „Bauernreferenten“ zur Seite, bei denen es sich um SS-Mitglieder und „Bauernführer“, also Funktionäre des Reichsnährstandes, handelte.
Im Jahr 1935 wurde das Rassen- und Siedlungsamt aufgewertet. Mit Wirkung zum 30. Januar wurde es zu einem Hauptamt erhoben und trug fortan die Bezeichnung „Rasse- und Siedlungshauptamt“ (RuSHA). Gleichzeitig erhielt die Behörde eine erweiterte Organisationsstruktur. Neben dem „Organisations- und Verwaltungsamt“ bestanden nun ein „Rassenamt“, „Schulungsamt“, „Sippen- und Heiratsamt“ sowie ein „Siedlungsamt“; im Juni 1937 kam noch ein „Amt für Archiv und Zeitungswesen“ dazu. Bei der Besetzung der Leitungsfunktionen der verschiedenen Ämter konnte Darré auf die Mitarbeit von SS-Weggefährten und Funktionären aus dem agrarpolitischen Bereich der Partei zählen. So wurde in dieser Zeit Hermann Reischle, der eine Führungsposition im Reichsnährstand innehatte, zum Chef des Rasseamtes berufen. Werner Willikens, ein Abteilungsleiter unter Darré in dessen Ministerium, wurde mit der Leitung des Siedlungsamtes betraut. Der Posten des Leiters des Sippenamtes ging an Freiherr Bernd von Kanne. Dieser war seit 1933 der sogenannte Reichskommissar für Milch- und Fettwirtschaft.
Das Siedlungsamt innerhalb des RuSHA sollte nun die Institution sein, die nach Himmlers Willen seine Visionen eines SS-Siedlungsauftrags zur „Neubildung deutschen Bauerntums“ auf rassischer Grundlage zu verwirklichen hatte. So formulierte er in einem Reichsführer SS-Befehl vom 3. September 1935 den Alleinanspruch der SS hinsichtlich der zukünftigen bäuerlichen Siedlungsprojekte:

„Die Neuschaffung deutschen Bauerntums und die nichtbäuerliche Siedlung gehören zu den weltanschaulichen und politischen Aufgaben der SS und werden nachhaltig gefördert. Die Durchführung aller hierzu erforderlichen Maßnahmen ist ausschließlich Sache des Rasse- und Siedlungshauptamtes.“

Gleichzeitig wurde die Zuständigkeit der sogenannten „Neubauernauslese“ geregelt. Die Verantwortung für die Akkreditierung von Landwirten, bis zu diesem Zeitpunkt beim Reichsnährstand, wurde nun auf das RuSHA übertragen, und in einem Ausleseverfahren wurden „rassische Eignung“, „nationalsozialistische Gesinnung“ sowie „Erbgesundheit“ der Kandidaten überprüft. Bis zum Jahre 1939 wurden auf diese Weise in 70.000 Prüfungsverfahren rund 30.000 „Neubauernscheine“ an Bewerber ausgestellt. Besonderen Wert legte dabei das RuSHA auf ländliche Siedlungsprojekte an den östlichen Grenzen Deutschlands. SS-Kandidaten mit Siedlungswunsch sollten dabei bevorzugt in diesen Gebieten angesiedelt werden, um die Grenzen „rassisch“ und „weltanschaulich“ zu sichern und den späteren Ostfeldzug durch angelegte SS-Siedlungen einleiten.
Somit beschränkten sich die Siedlungspläne Himmlers und der SS schon in diesen Jahren nicht nur auf das deutsche Territorialgebiet. Der vom völkischen Autor Hans Grimm 1926 geprägte Begriff „Volk ohne Raum“ erhielt nun neuen Auftrieb und wurde durch weitere, teils ältere Schlagworte wie „Drang nach Osten“ ergänzt. Das Ausmaß der SS-Pläne schon in jenen Jahren verdeutlichen dabei die Schriften und Reden Darrés. So bezeichnete er beispielsweise auf der landwirtschaftlichen Gau-Fachberatertagung Ende Januar 1936 das gesamte Osteuropa bis hin zum Ural als „deutsches Siedlungsgebiet“.

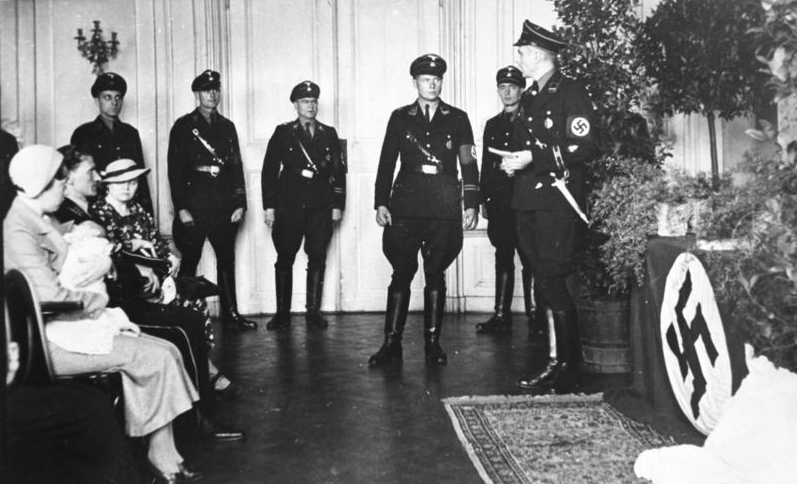
Taufe eines Lebensborn-Kindes im Jahre 1936

Ebenfalls im Jahre 1935 wurden auf Betreiben Himmlers unter dem Banner des RuSHA in Berlin zwei weitere Institutionen gegründet: die SS-Stiftung „Ahnenerbe“ am 1. Juli und der eingetragene Verein „Lebensborn“ am 12. Dezember. Als Hauptaufgaben des „Ahnenerbes“ galten archäologische, anthropologische und geschichtliche Forschungen und Studien, welche, ganz im Sinne Himmlers, die nationalsozialistischen Thesen und Ansichten zu Themen wie „Rasse“ oder „Sippe“ wissenschaftlich untermauern sollten. Aufgaben des Vereins „Lebensborn“ waren hingegen aktive Geburtenförderung und „angewandte Sippenpflege“. Es galt, „rassisch hochwertige ledige Mütter“ samt ihrem Nachwuchs zu unterstützen, um der zu diesem Zeitpunkt sinkenden Geburtenrate im Deutschen Reich und einer damit verbundenen Schwächung des „nordischen Blutes“ entgegenzuwirken.
Mit Wirkung zum 12. September 1938 zog sich Darré offiziell von seinen Ämtern innerhalb des RuSHA zurück. Vorangegangen war dem Rücktritt eine Restrukturierung des Amtes. Die Bereiche „Lebensborn“, „Ahnenerbe“ sowie das Schulungsamt wurden fortan dem Persönlichen Stab des Reichsführers SS und dem SS-Hauptamt zugeordnet. Darré, der sich ohnehin durch die gleichzeitige Tätigkeit als Landwirtschaftsminister stark belastet sah, fand darüber hinaus in der von Himmler angeordneten stärkeren Ausrichtung des RuSHA in Richtung „angewandter Sippenpflege“ seine Rolle des SS-Ideologen als obsolet. Zusammen mit ihrem Leiter traten 1938 zwei alte Weggefährten Darrés ebenfalls zurück: der bereits oben erwähnte Hermann Reischle sowie SS-Stabsführer und RuSHA-Beauftragte für die SS-Oberabschnitte George Ebrecht.
Darrés Nachfolger im, so Himmler, „schönsten Amt, das die SS zu vergeben hat“, wurde am Tag des offiziellen Rücktritts Darrés der bereits genannte vormalige SS-Ausbilder Günther Pancke. Sein Nachfolger wurde 1940 der SS-Obergruppenführer Otto Hofmann, der dieses Amt bis 1943 innehatte. Letzter Leiter war schließlich Richard Hildebrandt, bis zum Kriegsende parallel dazu Höherer SS- und Polizeiführer in den besetzten östlichen Gebieten.
Während des Krieges arbeiteten rund 500 Personen in der Behörde. Neben der Zentrale in Berlin besaß das RuSHA in Prag und Litzmannstadt zwei Außenstellen, in denen „Eignungsprüfer“ tätig waren. Eine weitere dritte Stelle wurde zeitweilig in Slowenien unterhalten. Darüber hinaus waren RuSHA-Führungsangestellte, sogenannte „SS-Führer im Rasse- und Siedlungswesen“, mitsamt eigenen Mitarbeiterstäben innerhalb der Dienststellen der europaweit agierenden Höheren SS- und Polizeiführer integriert.
Bis in das Jahr 1940 hinein war das sogenannte „Zentralbodenamt“ innerhalb des RuSHA angesiedelt. Dieses war im Jahre 1938 geschaffen worden, um in den künftigen deutsch besetzten Gebieten die Beschlagnahme und Enteignung landwirtschaftlicher Besitztümer jüdischer, bzw. „reichsfeindlicher Personen“ organisatorisch vorzubereiten. So begleiteten im darauffolgenden Jahr während des Überfalls auf Polen mobile Einsatzstäbe des RuSHA die Einsatzgruppen der Sicherheitspolizei und des SD, um „die Rechte des Reiches auf dem Boden damaliger polnischer Staatsangehöriger wahrzunehmen.“ Ab Oktober 1939 wurden dann die RuSHA-Einsatzstäbe zur Zeit des Generalgouvernements in stationäre, lokale Bodenämter in verschiedenen polnischen Städten überführt.
Im Zuge eines Machtkampfes und Korruptionsskandals innerhalb des RuSHA, infolgedessen der damalige Leiter des Siedlungsamtes, SS-Oberführer Curt von Gottberg seines Amtes enthoben worden war, erfolgte eine Reorganisierung innerhalb des RKF: das Zentralbodenamt wurde aus dem RuSHA herausgelöst und schließlich im Juni 1941 der Amtsgruppe C des neu geschaffenen „Stabshauptamtes RKF“ zugeordnet.

### Reichssicherheitshauptamt
Das im September 1939 gegründete Reichssicherheitshauptamt (RSHA) unterstand dem RKF und war für „Nicht-Deutsche“ im Altreich und in den besetzten Gebieten in sämtlichen Aspekten zuständig. Innerhalb des RSHA ist insbesondere das „Amt III B Volkstum“ als eine Dienststelle des RKF anzusehen, dessen verlängerter Arm der Chef der Sicherheitspolizei und des SD (CSSD) Reinhard Heydrich war. Das Amt unterstand im März 1941 dem SS-Obersturmbannführer Hans Ehlich, ab Oktober 1942 dem SS-Sturmbannführer Herbert Strickner und hatte folgende Organisationsstruktur:
III B 1 – Volkstumsarbeit
III B 2 – Minderheiten
III B 3 – Rasse und Volksgesundheit
III B 4 – Einwanderung und Umsiedlung
III B 5 – Besetzte Gebiete
Zu den Aufgaben des Amtes III B gehörten die „Aussonderung fremden Volkstums“, die politische Beurteilung von „Volksdeutschen“, sowie die Einbürgerung der Umsiedler, wozu der RKF Heydrich zur Gründung zweier zusätzlicher Behörden veranlasste.
Die „Einwandererzentralstelle“ (EWZ) wurde am 11. Oktober 1939 gegründet und unterstand organisatorisch dem RSHA. Sie stellte eine Sammelbehörde mit teilweise mobilen Dienststellen dar, in der Mitarbeiter aller für die behördliche Einbürgerung von Ausländern deutscher Volkszugehörigkeit zuständigen Stellen zusammengefasst wurden. Die am Sitz des Führungsstabes der Einwandererzentralstelle sowie bei den Einwanderernebenstellen und den fliegenden Kommissionen bestehenden Schleusungsstellen hatten folgende organisatorische Zusammensetzung:

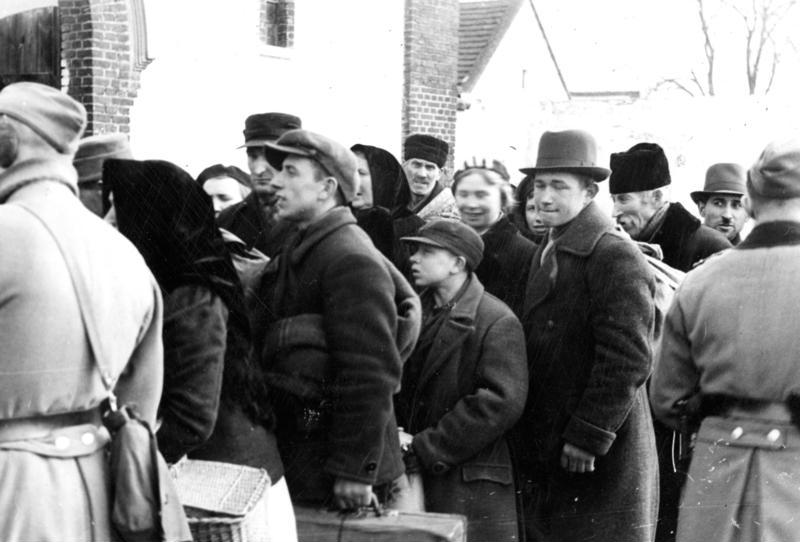
Zwangsumsiedlung von Polen, Radungen 1939

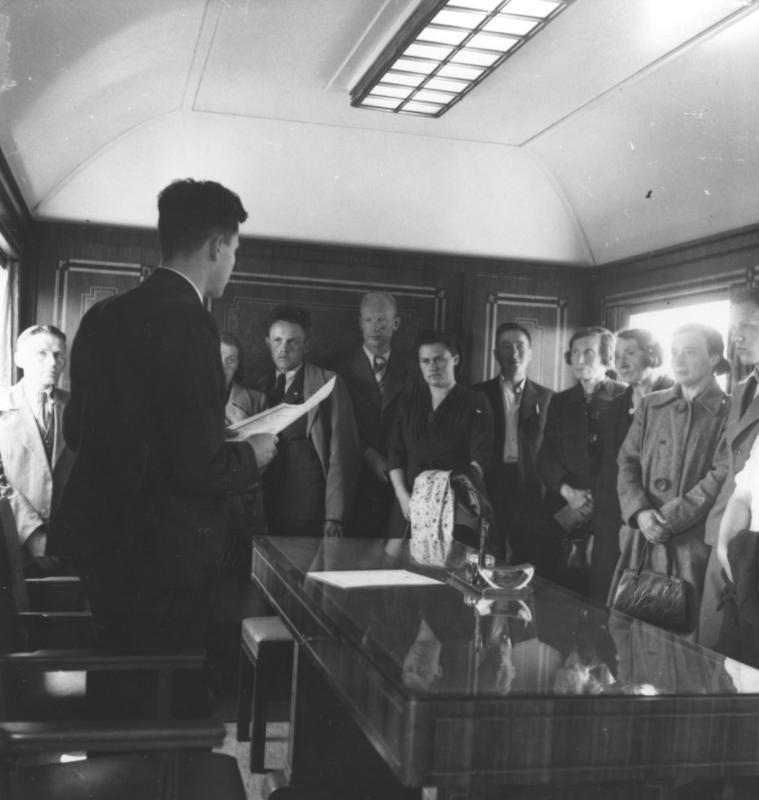
Einbürgerung von Umsiedlern durch die EWZ (1941)

1. Meldestelle (Chef der Ordnungspolizei)
2. Ausweisstelle (Chef der Sicherheitspolizei)
3. Lichtbildstelle (Chef der Sicherheitspolizei)
4. Gesundheitsstelle (Reichsgesundheitsführer)
5. Rasse- und Siedlungsstelle (Rasse- und Siedlungshauptamt)
6. Staatsangehörigkeitsstelle (Reichsministerium des Innern, Abt. I)
7. Berufseinsatzstelle (Reichsarbeitsministerium)
8. HJ-Stelle (Reichsjugendführung)
9. Vermögensstelle (Reichsfinanzministerium)
Die beiden letztgenannten Stellen wurden später gestrichen. Die Dienststellen der Einwandererzentralstelle trafen nach Kriterien der politischen Zuverlässigkeit und der Rassen- und Erbbiologie auch die so genannte „Ansatzentscheidung“. Es wurden A-, O- und S-Fälle unterschieden, was, geschlossen für so genannte Sippen, eine Ansiedlung im Altreich, in den eingegliederten Ostgebieten oder den Verbleib im bzw. Rückführung ins Herkunftsland bedeutete. Ihre finanziellen Mittel erhielt die EWZ über ein Konto innerhalb des Haushalt- und Wirtschaftsamtes (II C) des RSHA, welches durch das Reichsfinanzministerium gespeist wurde.
Die Umwandererzentralstelle (UWZ), errichtet am 11. Dezember 1939 als „Amt für Aussiedlung von Polen und Juden“, hatte eine Koordinierungsfunktion bei der Zwangsumsiedlung, bzw. Deportation von Polen und Juden aus dem Warthegau, Danzig-Westpreußen, Ostoberschlesien sowie aus dem Raum Zamosc nach Osten. Ebenso wie die EWZ war die UWZ dem RSHA unterstellt. Die Standorte der UWZ waren in Litzmannstadt und in Kattowitz. Ihr Leiter war der Obersturmbannführer Hermann Krumey.
Der Chef der Sicherheitspolizei und des SD war insbesondere auch zuständig für die als „Absiedlung“ bezeichnete Deportation von so genannter fremdvölkischer Bevölkerung. Im Verlauf der Kriegsjahre wurde insbesondere die polnische Bevölkerung zunehmend zur Zwangsarbeit in das Altreich oder in das Generalgouvernement deportiert.

## Von der ersten Planungsrichtlinie zu den erfolgten Umsiedlungsmaßnahmen
Mit dem Beginn des Krieges und der kurz darauf erfolgten Ernennung zum „Reichskommissar für die Festigung deutschen Volkstums“ konnte Himmler nun seine hochfliegenden Pläne zur „Germanisierung“ des Ostens ausarbeiten und in die Tat umsetzen. So gelang es ihm im Verlauf der ersten Kriegsjahre, konkurrierende Ministerien und Behörden, wie beispielsweise das Reichsministerium für Ernährung und Landwirtschaft, auszuschalten, die Siedlungspolitik des Dritten Reiches an sich zu reißen und der SS einzuverleiben. Obwohl Himmler auf Grund des Kriegsverlaufes seine mittelalterlichen und rassistischen Utopien einer „Neuordnung“ im Osten mittels eines germanischen Wehrbauerntums nur bruchstückhaft realisieren konnte, hielt er zwanghaft bis 1944 an der Idee einer „Besiedlung des [östlichen] Raumes mit germanischen Söhnen und germanischen Familien“ fest – zu einem Zeitpunkt, als die sowjetische Armee die ehemals verlorengegangenen Gebiete wiedererobert hatte und der Krieg für das Dritte Reich faktisch verloren war.

### Planungsrichtlinie über die Struktur der Dörfer und Gaue im östlichen Siedlungsgebiet

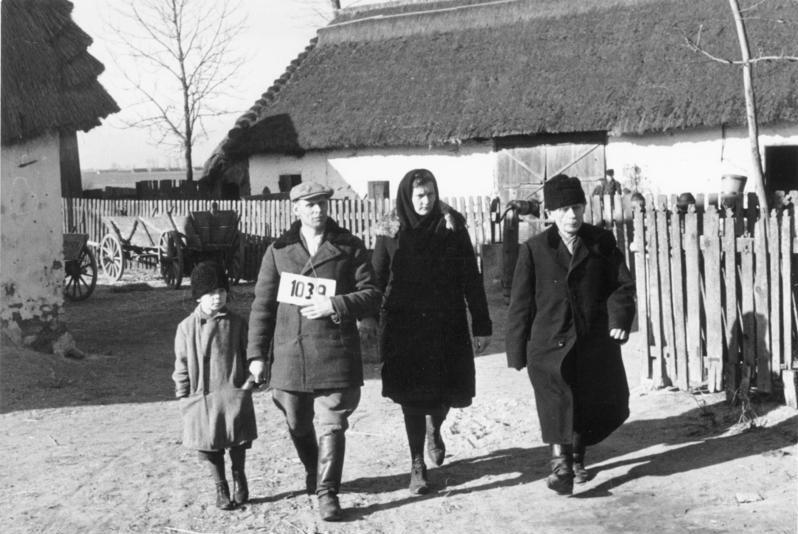
Ankunft „volksdeutscher“ Umsiedler im Wartheland (1940)

Bereits vier Tage nach Hitlers Erlass zur „Festigung des deutschen Volkstums“, am 11. Oktober 1939, verkündete Himmler als RKF die erste „vorläufige Planungsrichtlinie“ über die zukünftige Dorfstruktur in den neu entstandenen Reichsgauen Danzig-Westpreußen und Wartheland:

„unächst muß man sich darüber klar werden, welche Volks- und Stammesgrundlage man für den einzelnen Gau nehmen will. Man wird den einen Gau mit Schwaben, den anderen mit Franken, wieder einen anderen mit Westfalen, Niedersachsen, Schleswig-Holsteinern als Stammesgrundlage besiedeln.
Ein Dorf von rund 25 Höfen wird also einen Kern von 10 bis 12 Höfen von Altreichsdeutschen eines bestimmten Stammes haben. Zu diesen werden 10 bis 12 Volksdeutsche hinzukommen, so daß sich die Volksdeutschen mit Hilfe der Altreichsdeutschen in das deutsche Leben wieder einfügen können.
In jedem Dorf werden zwei bis drei SS-Wehrbauern angesiedelt, mit denen man Ortsbauernführer-, Gemeindeältesten- und ähnliche Stellen besetzen kann.“

### Rede Himmlers am 24. Oktober 1939 in Posen

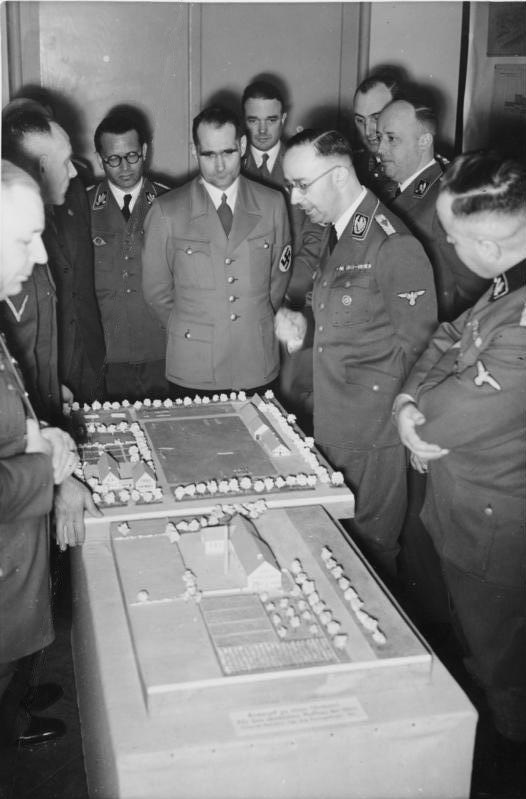
Himmler vor Modell einer deutschen Siedlung (1941)

Bereits zwei Wochen nach seinem Amtsantritt als RKF erläuterte Himmler seine Visionen und Pläne vor einer Zuhörerschaft von SS-Führern, inklusive Gauleiter Arthur Greiser, in der Stadt Posen im neu entstandenen „Warthegau“. Während er mit keinem Wort auf praktische und organisatorische Fragen zur zukünftigen Germanisierung des Ostens einging, erging er sich in langen Ausführungen zur national-sozialistischen Blut-und-Boden-Ideologie:

„Schon vor 3.000 Jahren und in der folgenden Zeit wohnten in den östlichen Provinzen, in denen wir heute stehen, Germanen. […] Diese alten deutschen Siedlungen haben sich mehr oder weniger bis heute in geschlossenen Orten und Inseln rassisch erhalten, wenn auch zum Teil die Sprache verlorengegangen ist.
[…] Das Land wurde entweder durch Vertrag oder durch das Schwert in Besitz genommen. Das noch ansässige, übriggebliebene Volk wurde zum Arbeiten als Knechte herangezogen, aber der Deutsche blieb der Herr.
[…] Das Siedlungsland braucht nicht gekauft zu werden – das Siedlungsland ist hier vorhanden. Die Voraussetzung für eine wehrfähige Bauernschaft an der Ostgrenze als Vorposten gegen das Slawentum ist, daß der Siedler ausreichend Grund und Boden hat, damit der Grundstock gelegt ist zur Entwicklung eines kräftigen, kinderreichen Volkstums. Viele werden sterben, die Arbeit wird rauh und hart sein. Aber immer muß uns bewußt sein, daß nur der Starke am Leben bleibt. Ein fleißiges und hochstehendes Volk hat immer das Recht, über andere zu herrschen. Ihnen gehört das Land.
[…] Die billige Arbeitskraft zur Siedlung und zur Bebauung der Äcker muß der polnische Arbeiter hergeben. […] Die leitenden Männer in allen Dingen sind immer Deutsche, die Handlanger die Polen.
[…] Ich will vor allen Dingen noch einmal über das Wehrbauerntum sprechen. Es soll eine Auslese besonders guter SS-Männer, besonders auch in rassischer Hinsicht, sein. 2 – 3 Familien besonders wertvoller Siedler sollen die Führung in einer Siedlungsgemeinschaft übernehmen. An ihnen liegt es, die Gemeinschaft besonders zu festigen und zusammenzuschweißen.
Die Ansiedlung ist nur besonders wertvollen Volksgenossen vorbehalten. Auf keinen Fall darf eine wilde Zuwanderung gestattet werden. Es soll eine germanische Siedlung werden. Besonderer Wert ist auf Erbgesundheit und Kinderreichtum zu legen. In 3 – 5 Jahren bereits soll jede Siedlung eine gewisse Prägung zeigen. Man muß an den blonden Mädeln und Buben sehen, daß sie einer germanischen Siedlung zugehören.
[…] In 50 – 80 Jahren sollen in diesem großen Siedlungsgebiet im Osten 20 Millionen deutsche Siedler leben, von denen 10 Millionen Bauern 8 – 10 Kinder haben. Das Perpetuum mobile steht dann still. Wenn kein Land zur Verteilung mehr da ist, dann muß, wie es sich immer wieder in der Geschichte wiederholt, neues Land durch das Schwert geholt werden. In dieses Volk muß die härteste Tradition gelegt werden; es müssen Menschen sein, die die Verantwortung in sich fühlen, nur bestes Blut weiterzugeben. Der ewige Lauf der Geschichte eines Volkes – immer wieder werden Äcker erobert und neu gesiedelt …“

### Rede Ulrich Greifelts am 13. Dezember 1939 in Berlin

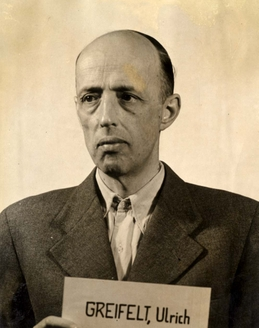
Ulrich Greifelt im Jahre 1947

Himmlers Amtsleiter, zu diesem Zeitpunkt SS-Brigadeführer Ulrich Greifelt, erläuterte zwei Monate später, im „Volksdeutschen Klub“ in Berlin, einem ausgewählten Publikum die ambitionierten Plänen seines Chefs. Seine fünf Minuten dauernden Ausführungen, die in Form einer Aktennotiz eines unbekannten Zuhörers vorliegen, ließen wenig Interpretationsspielraum über das geplante, künftige Schicksal der polnischen Bevölkerung im Generalgouvernement:

„1. Bei der zur Zeit in Gang befindlichen Umsiedlung handelt es sich um die gewaltigste staatsgelenkte Völkerwanderung aller Zeiten. Er [Greifelt] erinnerte an die Worte des Führers, daß ein Recht auf denjenigen Boden bestehe, den ein Volk zu bebauen in der Lage sei und daß ein Volk ein Recht habe, den Boden in Einklang zu bringen mit der Bevölkerungszahl.
[…] 3. Das Ziel der Umsiedlung könne in folgenden Punkten zusammengefaßt werden:
1. Der neugewonnene Boden müsse mit deutschen Menschen besiedelt werden, nur dann wird er unantastbarer Besitz.
2. Blühende germanische Provinzen müssen aus dem Land werden, das das deutsche Schwert erobert hat.
3. Der Siedlungsraum müsse besiedelt werden
a) in erster Linie mit den Menschen, die in der Zeit der fremden Herrschaft diesen Boden innehatten (also mit den bisherigen Polendeutschen).
b) Mit solchen Menschen, die schon bisher unter fremdem Volkstum gelebt und gearbeitet hätten (also etwa mit den Balten-, Wolhynien- und Galiziendeutschen).
c) Mit Menschen aus dem Altreich, damit eine homogene Volksgemeinschaft geschaffen werde; für diese Besiedlung aus dem Reich kämen in erster Linie die Frontsoldaten in Betracht, diese Besiedlung setze daher auch erst nach Abschluß des Krieges ein.
4. Eine Belassung fremden Volkstums in diesem Raum sei unmöglich; die Gefahr rassischer Vermischung müsse durch Evakuierung des fremden Volkstums ausgeschaltet werden.
5. Die Auswahl der auf diesem Boden einzusetzenden deutschen Menschen müsse nach rassischen und erbbiologischen Gesichtspunkten erfolgen; am Grenzwall gegen den Ansturm fremdvölkischer Expansionen können nur beste Menschen angesiedelt werden.
6. Dieser Raum müsse hinreichend bemessen sein, sowohl für den einzelnen Siedler, als auch im ganzen für das wachsende Volk, kommende Generationen müßten hier Platz finden. Wenn auch dieser Platz zu Ende sei, müsse das Schwert wieder sprechen.
4. Im Anschluß hieran führte Greifelt noch aus, der deutsche Mensch dürfe in der Fremde nicht mehr Kulturdünger sein. Der Wert deutscher Siedlungen in Übersee sei in Friedenszeiten schon gering, im Krieg gleich 0. Die Umsiedlung sei daher noch nicht beendet, sie wird jetzt erst in Angriff genommen werden. […]“

### „Generalplan Ost“ (1940)
Zum Zeitpunkt der Rede Greifelts sah sich Himmler trotz seiner Ernennung zum RKF einer Reihe rivalisierender Behörden gegenüber, die alle bemüht waren, eine Führungsrolle bei der zukünftigen Ostbesiedlung zu spielen.
So gab es beispielsweise die durch Führererlass vom 26. Juni 1935 ins Leben gerufene Reichsstelle für Raumordnung (RfR). Deren Vorsitz übernahm der Reichsminister und Preußische Staatsminister Hanns Kerrl, seines Zeichens Leiter des Reichsministeriums für die Kirchlichen Angelegenheiten, das dieser in Personalunion mit dem RfR leitete. Nach dessen Tod im Jahre 1941 vertrat der bisherige Staatssekretär Hermann Muhs die Amtsgeschäfte beider Reichsbehörden. Im Sinne einer Kontroll- und Koordinierungsinstanz für Raumplanung im Reichsgebiet hatte die RfR zu Beginn gemäß dem „Gesetz über die Regelung des Landbedarfs der öffentlichen Hand“ vom 29. März 1935 darüber zu wachen, „daß der deutsche Raum in einer den Notwendigkeiten von Volk und Staat entsprechenden Weise gestaltet wird“.
Weiterhin berief sich das Reichslandwirtschaftsministerium (RME) unter seinem Reichsminister und SS-Obergruppenführer Walther Darré auf das „Reichsgesetz über die Neubildung deutschen Bauerntums“ vom 14. Juli 1933 und sah sich als die für die Planung und Durchführung der Siedlungsaktionen einzig maßgebliche Institution. Auch die Deutsche Arbeitsfront (DAF) mit ihrem „Reichsheimstättenwerk“ im Zusammenschluss mit dem RfR und sogar das Oberkommando des Heeres (OKH) beteiligten sich am Rennen um die Führungsposition.

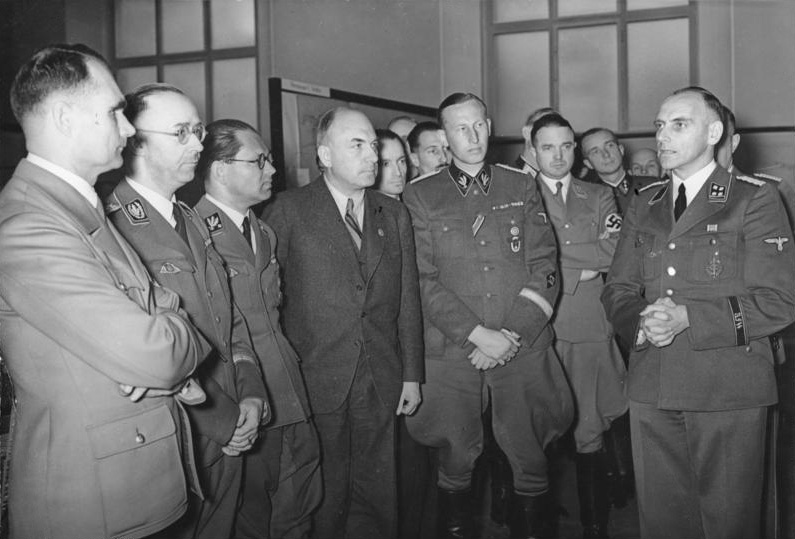
Ausstellung „Planung und Aufbau im Osten“ (1941): Konrad Meyer (r.) referiert.

In dieser Situation wandte sich Himmler an den Agrarwissenschaftler und Professor an der Friedrich-Wilhelms-Universität in Berlin Konrad Meyer und gewann ihn für eine nebenberufliche Tätigkeit als Leiter der Planungsstelle des RKF. Meyer amtierte bereits seit 1933 für das damalige Rasse- und Siedlungsamt und das spätere RuSHA in Berlin als Schulungsleiter und Experte für Rasse- und Siedlungsfragen. Meyer sollte nun in kurzer Zeit einen „Generalplan aufstellen“. Der erste Entwurf eines solchen „Generalplan Ost“ lag dann im Februar 1940 vor.
Meyers Plan beschränkte sich in dieser Phase auf die ehemaligen, dem Deutschen Reich angegliederten polnischen Gebiete: die neu entstandenen Gaue „Wartheland“ und „Danzig-Westpreußen“. Ausgehend von einer Gesamtbevölkerung von 9,5 Millionen Menschen mit einem Anteil von 11 % Deutschen sah der Entwurf mittelfristig eine kontinuierliche Vertreibung von rund 3,4 Millionen Polen und einen ständigen Zuzug von ebenso 3,4 Millionen deutschen Siedlern vor, die somit den deutschen Anteil an der Gesamtbevölkerungs auf mindestens 50 Prozent in den beiden Gauen erhöhen würden. Die gesamte jüdische Bevölkerung, die im Jahre 1939 nach den Angaben Meyers zufolge 560.000 Menschen umfasste, sollte noch im Verlauf der ersten Wintermonate des gleichen Jahres (1940) in das Generalgouvernement abgeschoben werden.
Der Entwurf sah für das zu besiedelnde Gebiet eine „gemischt agrarisch-industrielle“ Struktur vor, in der mindestens 35 % der Gesamtbevölkerung in der Landwirtschaft tätig sein sollte. In den ländlichen Regionen sollte dabei im Hinblick auf „die Festigung des Volkstums und Sicherung des Volksbodens“ der deutsche Bevölkerungsanteil mindestens 70 % betragen. Gemäß Meyer bedeutete dies, dass in den Ostgebieten rund 1,5 Millionen deutsche Landarbeiter und Bauern, beziehungsweise circa 200.000 Familien „für die Neubildung deutschen Bauerntums“ gebraucht würden.

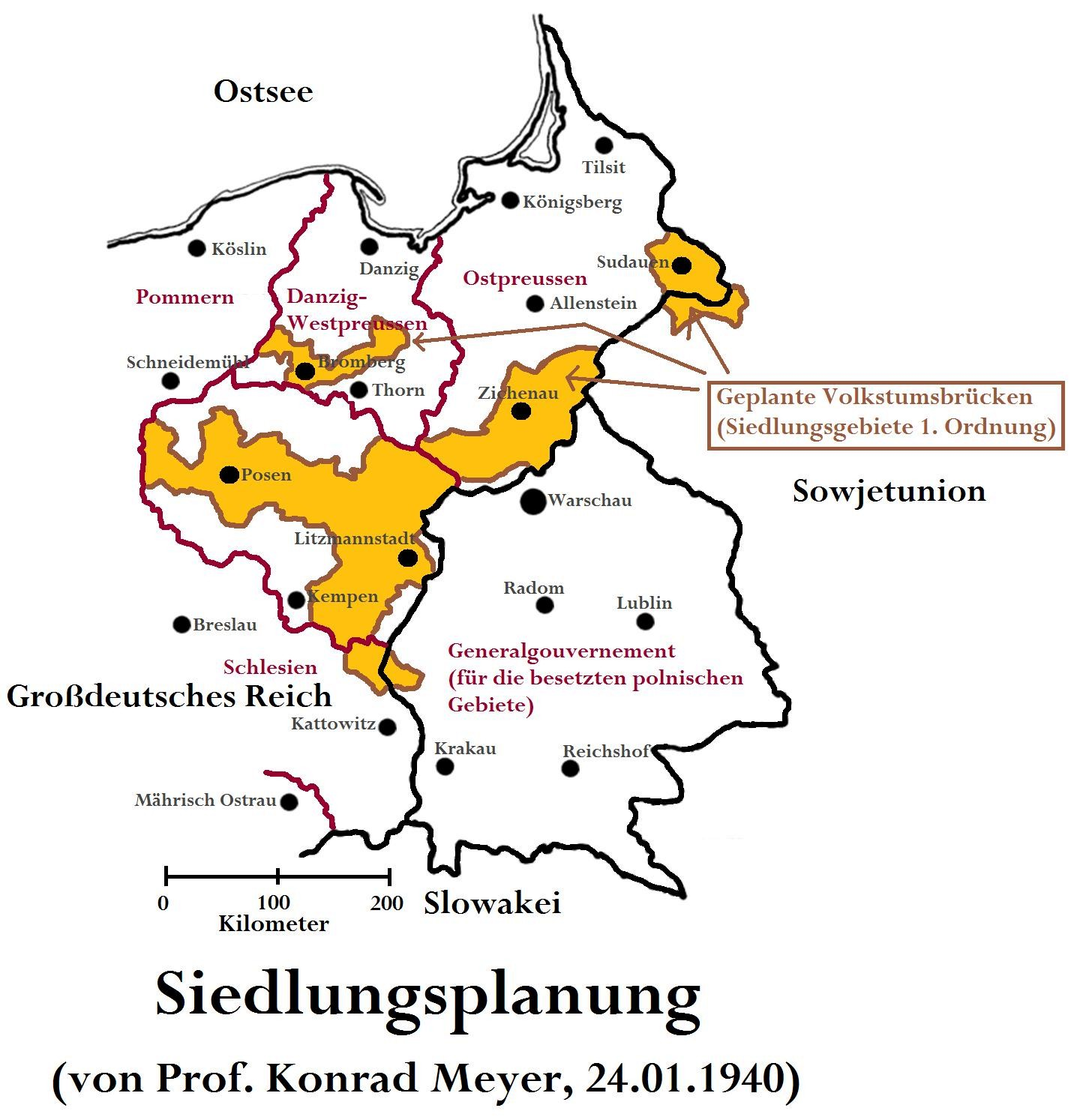
Siedlungsplanung mit Volkstumsbrücken, Januar 1940

Eine Priorität bei der Wahl der „vordringlich“ zu besiedelnden Gebiete war die Etablierung einer sogenannten „Siedlungszone 1. Ordnung“. Dahinter stand die Idee der Errichtung eines „Siedlungswalls“ deutscher Bauernhöfe, der Schlesien, Ostpreußen und Pommern miteinander verbinden sollte. Solche deutsche „Volkstumsbrücken“ sollten die polnisch besiedelten Gebiete auftrennen und damit isolierte „polnische Inseln“ schaffen. Der Plan sah einen Zuzug von rund 820.000 Deutschen, beziehungsweise „100.000 Familien von Neubauern, Landarbeitern und Dorfhandwerkern mit Kleinbesitz“ vor.
Gemäß der nationalsozialistischen Ideologie sah der Plan die Ostsiedler in der Verantwortung, „die blutsmäßige Sicherung des Bauerntums und Volksbestandes zu gewährleisten.“ Insbesondere das künftige „neue Bauerntum“ der „Siedlungsgebiete 1. Ordnung“ war umgeben von „fremdvölkischen und feindlichen“ Einflüssen und hatte daher einen offensiven politischen Auftrag. Dieser war jedoch äußerst vage formuliert. Es galt, „im Angriff im echt kämpferisch-politischen Sinn zu stehen“ und „wirtschaftlichen und kulturellen Austausch mit anderen Teilen der Volkswirtschaft zu gewährleisten“.
Gekoppelt an die Idee des „volks- und wehrpolitischen Führertums“ war auch das Konzept des sogenannten „Wehrbauernhofes“, der hinsichtlich Größe und Produktion eine Vorbildfunktion innerhalb des volksdeutschen Dorfes einnehmen sollte. Mindestens 50 Hektar sollte die zu bewirtschaftende Fläche betragen, und der Leiter eines solchen Hofes musste dabei neben einwandfreien betriebswirtschaftlichen Fähigkeiten auch „vorbildliche“ nationalsozialistische Charaktereigenschaften besitzen. So schrieb Meyer in seinem Entwurf: „An die Inhaber dieser Betriebe sind daher die höchsten Anforderungen zu stellen. Neben der selbstverständlichen Grundvoraussetzung, daß sie SS-fähig sind, und hinsichtlich ihrer Familie und Kinderzahl den völkischen Pflichten genügen, müssen sie zugleich aber auch den Nachweis erbracht haben, daß sie befähigte praktische Betriebsführer sind.“ Meyers Plan sah eine Zahl von 11.700 solcher Höfe in den besetzten Ostgebieten vor.
Die gesamte landwirtschaftliche Nutzfläche wurde von Meyer mit 5,9 Millionen Hektar in den besetzten Gebieten kalkuliert. Hier sollten innerhalb von fünf Jahren nach Kriegsende insgesamt 238.700 landwirtschaftliche Betriebe unter deutscher Führung entstehen. Offen blieb, wie viele bereits existierende Höfe, die sich zu diesem Zeitpunkt noch im Besitz von polnischen Bauern befanden und die später im Zuge der Germanisierung konfisziert werden sollten, bereits in Meyers Abschlagsrechnung eingeflossen waren. Innerhalb der schon erwähnten „Siedlungszone 1. Ordnung“ rechnete Meyer mit circa 100.000 „neu zu schaffenden beziehungsweise vorhandenen Betriebseinheiten in rund 2.800 Gemeinden“. Jede Dorfgemeinde sollte dabei eine Mindestanzahl von 300 bis 400 Bewohnern vorweisen, um den wirtschaftlichen Mindestanforderungen seitens des Reiches zu genügen.

### Vertreibung und Ghettoisierung der jüdischen Bevölkerung
Die Ausschaltung jüdischen Lebens sowie die Vertreibung der Juden aus dem Reich und den annektierten Gebieten war eine der zentralen Aufgaben, die der Führererlass vom 7. Oktober 1939 für den designierten Reichskommissar Himmler vorsah. Pläne zur Deportation der jüdischen Bevölkerung aus den besetzten Gebieten und einer großangelegten Ghettoisierung wurden bereits am 19. und 21. September 1939 zwischen Vertretern des RSHA und der Wehrmacht ausgearbeitet. Die deutschsprachigen Gebiete Polens sollten von Juden „gesäubert“, die jüdische Landbevölkerung evakuiert und in größeren Städten konzentriert werden. Die Beschlüsse zur sofortigen Evakuierung mündeten noch am gleichen Tag, dem 21. September, in einen Befehl an die entsprechenden SS-Einsatzgruppen. Der Befehl sah die Vertreibung aller Juden aus Danzig, Westpreußen, Posen und dem östlichen Oberschlesien vor. Die Juden sollten in verschiedene Städte im östlichen Teil Polens, dem späteren Generalgouvernement, abgeschoben werden. Dabei waren nur solche Städte auszuwählen, die Zugang zu Eisenbahnanschlüssen hatten oder sich in der Nähe einer Bahnlinie befanden. Jüdische Gemeinden mit weniger als 500 Mitgliedern galt es aufzulösen und zum nächstgelegenen Sammlungspunkt zu evakuieren.
Die Deportationen begannen am 1. Dezember 1939. Betroffen aber waren nun nicht mehr nur Juden und Polen aus den eingegliederten östlichen Gebieten, sondern auch Juden und Zigeuner aus dem gesamten Reichsgebiet. Der ursprüngliche Plan sah eine Abschiebung von insgesamt einer Million Juden in das Generalgouvernement vor. Dabei sollte der Distrikt Lublin in ein sogenanntes „Judenreservat“ umgewandelt werden. In den ersten beiden Monaten lief die Deportationsmaschine auf Hochtouren: So wurden circa 200.000 Polen, Juden und Zigeuner in das Generalgouvernement abgeschoben. Der ständige zunehmende Menschenstrom stellte jedoch die Zivilverwaltung des Generalgouverneurs und Reichsministers Hans Frank bald vor unlösbare Probleme. Eine Konferenz in Berlin zum Thema „Ostfragen“ nutzte Frank, um gegen die nicht enden wollenden Transporte zu protestieren.

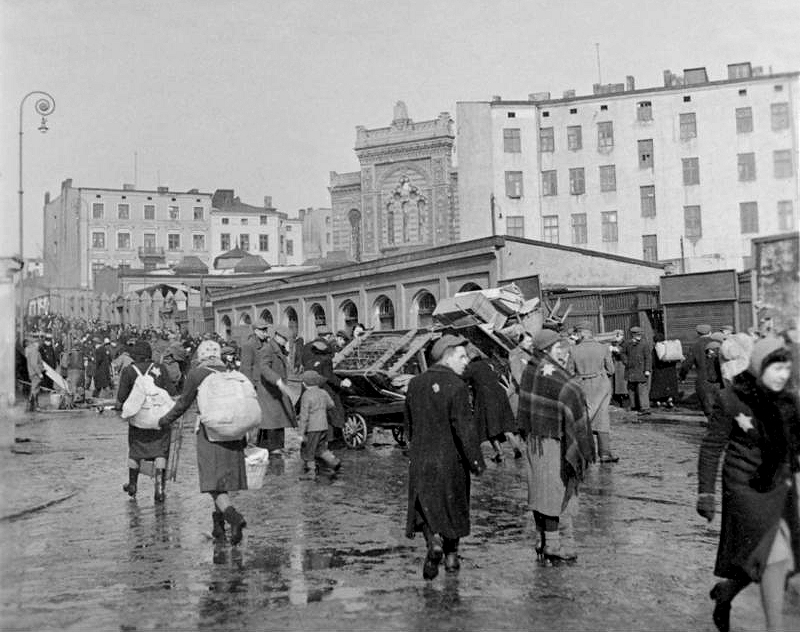
Deportation von Juden in das Ghetto Litzmannstadt (1940)

Neben Frank nahmen an der Konferenz vom 12. Februar 1940 unter dem Vorsitz Reichsmarschall Hermann Görings die Reichsstatthalter Albert Forster (Danzig-Westpreußen) und Arthur Greiser (Wartheland), die Oberpräsidenten Josef Wagner (Provinz Schlesien) und Erich Koch (Ostpreußen) sowie Heinrich Himmler teil. Die Konferenz endete mit dem Beschluss Görings, dass ohne die Zustimmung Franks keine weiteren Transporte in das Generalgouvernement gesandt werden sollten. Himmler fügte hinzu, dass in den zukünftig von Juden frei gewordenen Gebieten 40.000 Reichsdeutsche, 70.000 Baltendeutsche, 130.000 Wolhyniendeutsche und 30.000 Deutsche aus dem Lubliner Raum angesiedelt werden sollten.
Wurden die Deportationen aus dem Reichsgebiet und den annektierten Gebieten zunächst ausgesetzt, so begann Frank innerhalb seines Herrschaftsgebietes, die jüdische Bevölkerung aus Gebieten zu vertreiben, die judenfrei werden sollten. Dies galt insbesondere für die Stadt Krakau, den Sitz des Generalgouverneurs.
Der Evakuierungsstopp aus dem Altreich endete formell am 18. September 1941. In einem Schreiben an Arthur Greiser teilte Himmler an diesem Tage mit, „der Führer wünsche Altreich und Protektorat von Juden geleert und gereinigt zu sehen“. Sämtliche Juden aus beiden Gebieten sollten daher in einer ersten Phase zunächst in die eingegliederten Gebiete transportiert und im Frühjahr des Jahres 1942 weiter nach Osten abgeschoben werden. Insbesondere sollte das Ghetto Litzmannstadt als Auffanglager der deportierten Juden dienen. Im Oktober 1941 begannen die geplanten Massendeportationen aus allen Gebieten des Reiches. Im Unterschied zur ersten Welle im Jahre 1939 dienten sie jedoch nicht mehr der bloßen Aussiedlung, sondern der gezielten Vernichtung aller Juden in den vom Reich kontrollierten Gebieten.

### Enteignung und Arisierung polnischer und jüdischer Betriebe
Parallel zu den Vertreibungen wurden jüdisches Eigentum, Vermögen und jüdische Betriebe in umfassendem Maße durch die deutschen Besatzer beschlagnahmt. Zu Beginn der Maßnahmen stand der RKF jedoch außen vor. Fast gleichzeitig im Spätherbst 1939 gründeten Hermann Göring und Hans Frank zwei unabhängig voneinander agierende Treuhandstellen zur Beschlagnahmung und Veräußerung von jüdischem Eigentum, Sachwerten und Finanzmitteln: am 1. November die Haupttreuhandstelle Ost (HTO) durch Göring und zwei Wochen später, am 15. November die „Treuhandverwaltung im Generalgouvernement“ durch Frank. Himmler trat erst wieder auf den Plan, als es darum ging, vormals jüdische Betriebe sogenannten „Reichsdeutschen“ und „volksdeutschen Rücksiedlern“ zuzuführen, stand dies doch im Einklang mit seiner Mission der „Entjudung“ beziehungsweise „Germanisierung“ sämtlicher Bereiche des gesellschaftlichen Lebens im Osten, einschließlich der Wirtschaft.
Fortan hatten sich die Beteiligten mit der direkten Einflussnahme des RKF in die Geschäfte der Treuhandgesellschaften abzufinden. So musste der Leiter der HTO, Max Winkler, es fortan erdulden, die Verkäufe jüdischer Betriebe durch einen Verbindungsmann des RKF, Obersturmbannführer Bruno Galke, absegnen zu lassen. Dieser konnte jederzeit ein Veto einreichen, sobald ein Verkaufsabschluss nicht im Einklang mit Himmlers Weisung stand, bei der Zuteilung von Betrieben deutschen Ansässigen und volksdeutschen Siedlern den Vorzug vor Reichsdeutschen zu geben. Die Zusammenarbeit der HTO und des RKF mündete schließlich in einem Übereinkommen zwischen Winkler und Himmlers Amtsleiter Ulrich Greifelt vom 29. Juli 1940, welches eine Rangliste der potentiellen Käufer polnischer und jüdischer Firmen vorsah.
Die Käufer waren in vier Gruppen unterteilt, wobei die erste Gruppe bei der Vergabe von Unternehmen höchste Priorität genoss. Dies waren alle Reichsdeutschen und Volksdeutschen, die am 31. Dezember 1938 ihren Wohnsitz in den eingegliederten Gebieten hatten. Gruppe II, und damit auch gleichzeitig Prioritätsstufe 2, bestand aus allen volksdeutschen Rücksiedlern. Die Gruppe III bestand aus allen Reichs- und Volksdeutschen, die ihren Wohnsitz in den eingegliederten Gebieten nach dem 1. Oktober 1918 aufgegeben hatten, kurze Zeit bevor diese Gebiete aus dem ehemaligen Deutschen Reich im Zuge des Versailler Vertrages herausgelöst und der neu entstandenen Polnischen Republik zugesprochen worden waren. Die unterste Prioritätsstufe mit Gruppe IV umfasste alle restlichen deutschen Kaufinteressenten.
Greifelts und Winklers Vereinbarung sah weiterhin vor, innerhalb jeder einzelnen Gruppe eine zusätzliche Rangfolge zu etablieren, mit höchster Priorität für Kriegsteilnehmer und „Überlebende von Polen ermordeten Volksdeutschen“. Nachfolgend waren „bewährte Parteigenossen“, Großfamilien, Überlebende gefallener Kriegsteilnehmer und als vierte und letzte Gruppe (niedrigste Priorität) alle sonstigen Bewerber aufgeführt. Um zukünftigen Veteranen die Übernahme nach Kriegsende zu gewährleisten, gründete und finanzierte die HTO gleichzeitig sogenannte „Auffanggesellschaften“, welche die beschlagnahmten Betriebe bis zum Zeitpunkt ihrer Übergabe an einen designierten Besitzer verwalteten.
Volksdeutsche Interessenten für den Kauf polnischer und jüdischer Betriebe erhielten von mehreren finanziellen Institutionen hilfreiche Kredite: neben der „Ostbank für Handel und Gewerbe AG“ (Posen), einem Tochterunternehmen der Dresdner Bank und anderen Banken aus dem „Altreich“ waren auch zwei Gesellschaften aktiv, die im Stabshauptamt des RKF angesiedelt waren, nämlich die bereits erwähnten „Deutsche Ansiedlungsgesellschaft“ (DAG) und „Deutsche Umsiedlungs-Treuhand GmbH“ (DUT). Auch hinsichtlich des auszuhandelnden Kaufpreises eines beschlagnahmten Unternehmens erfuhren die Volksdeutschen durch den RKF Unterstützung. Ein Abkommen vom 20. Februar 1940 zwischen Himmler und Winkler sah vor, dass volksdeutsche Käufer beim Erwerb eines Betriebes lediglich den Preis der Maschinen und des restlichen Inventars zu entrichten hätten und von einer eventuell seitens des Unternehmens bestehenden Schuldenlast automatisch befreit wären.
Nach dem Ende des Dritten Reiches konnte mit Hilfe offizieller Unterlagen und Statistiken das Ausmaß der großangelegten Enteignungen polnischer und jüdischer Einzelpersonen und Betriebe dokumentiert werden. In den eingegliederten Gebieten waren rund 10 Millionen Polen, darunter rund 500.000 Juden, von den Enteignungen betroffen. Am Ende wurden rund 1 Million Menschen aus diesen Gebieten vertrieben. Jeglicher Grundbesitz sowie nahezu sämtliche Handwerks- und Industriebetriebe wechselten zwangsweise die Besitzer oder wurden liquidiert, ohne dass das Reich in Form der HTO den betroffenen Menschen auch nur eine noch so geringe Entschädigung zahlte. Vielmehr erwirtschaftete die Behörde aus den Veräußerungen der Grundstücke und Firmen zugunsten des Reiches zwei Milliarden Reichsmark (RM). In dieser Summe enthalten waren 115 Millionen RM, die den Gewinn aus den Beschlagnahmungen und der letztendlichen Vertreibung der polnischen Juden aus den eingegliederten Gebieten darstellten.
Auch im Generalgouvernement wurde in großem Stil jüdisches Eigentum, Firmen- und Privatbesitz enteignet, veräußert oder liquidiert. Bereits im Jahre 1941 existierten nur noch 3000 jüdische Gewerbebetriebe (von ehemals 112.000), die „einer Beibehaltung“ als „würdig“ von den deutschen Behörden empfunden wurden. Die weitaus überwiegende Mehrzahl der jüdischen Geschäfte war zu diesem Zeitpunkt geschlossen und liquidiert worden.
Inwieweit der durch den RKF angekurbelte Arisierungsprozess zu diesem Zeitpunkt vorangeschritten war, lässt sich anhand eines am 15. August 1942 verfassten und die Monate Juni und Juli betreffenden Berichtes des Gouverneurs des Distrikts Warschau Ludwig Fischer veranschaulichen. Demnach wurden im Großraum Warschau im Sommer 1942 insgesamt 913 nichtlandwirtschaftliche Betriebe von 208 „Treuhändern“ verwaltet. Diese schlüsselten sich auf in 70 Reichsdeutsche, 51 Volksdeutsche, 85 Polen, einem Russen und einem Ukrainer.

### Rede Himmlers am 22. Oktober 1940 in Madrid
Bei einem Empfang der Landesgruppe der NSDAP im deutschen Haus in Madrid konnte Himmler in seiner Funktion als RKF abermals Werbung für seine Konzeption der „östlichen Volkstumspolitik“ betreiben, auch wenn zu diesem Zeitpunkt der Wettlauf um die Führungsrolle in der Siedlungspolitik zwischen dem RKF und dem RME noch nicht entschieden war. In seiner Rede nahm Himmler insbesondere Bezug auf die bereits erfolgten und geplanten Deportationen von Polen und Juden aus den eingegliederten Ostgebieten:

„Ein gewonnener Krieg besteht nicht im Menschengewinn anderen Volkstums, sondern im gewonnenen Acker. Deutschland hat durch seine militärischen Siege zwar im Osten 8 Millionen fremden Volkstums übernehmen müssen, aber bereits alle Vorbereitungen getroffen, um in klarer Trennung die verschiedenen Völker auseinander zu halten. Alles fremde Volkstum und besonders das Judentum wird künftig im Generalgouvernement angesetzt werden, was bedeutet, daß dorthin etwa 5 bis 6 hunderttausend Menschen umgesiedelt werden, wobei die Juden in einem gesonderten Ghetto untergebracht werden sollen, und zwar alle Juden aus dem ganzen Großdeutschen Reich.“

Himmler fügte hinzu, dass zu diesem Zeitpunkt rund 250.000 Volksdeutsche aus Bessarabien, der Südbukowina und der Dobrudscha nach den neuen Ostgebieten umgesiedelt wurden. Die endgültige Fassung des „Generalplan Ost“ sollte im darauffolgenden Jahr umgesetzt werden, um aus den Deutschen „das gesündeste und leistungsfähigste Volk in der Welt“ zu machen.

### Die Eingliederung der „Reichsstelle für Raumordnung“
Zum Zeitpunkt der Rede Himmlers lag eine überarbeitete Version des Generalplans Ost noch nicht vor. Lediglich verschiedene „Grundsätze und Richtlinien für den ländlichen Aufbau in den neuen Ostgebieten“ zur Errichtung neuer deutscher Dörfer waren vom RKF erarbeitet worden. Zur gleichen Zeit ernannte Hitler den Leiter der DAF, Robert Ley zum „Reichskommissar für den sozialen Wohnungsbau“. Dieser beauftragte umgehend seine Behörde mit der Planung von Wohnsiedlungsgebieten und der Erstellung eines Wohnungsbauprogramms, insbesondere in den neuen Ostgebieten.
Himmler sah in Ley einen Rivalen um die Vorherrschaft in der Siedlungspolitik und drängte infolgedessen die Reichsstelle für Raumordnung, RfR, den bereits im September 1940 in Auftrag gegebenen Kreisraumordnungsplan für die neuen Gebiete fertigzustellen. Im folgenden Machtkampf zwischen der RfR und dem RKF pochte die RfR auf ihre Stellung als unabhängige Behörde, während Himmler entschlossen war, sich die RfR innerhalb seines Machtapparates anzueignen, umso mehr, da die RfR als alleinige Behörde des Reiches Zugang zu allen Plänen und Bauvorhaben der Wirtschaft, Wehrmacht und Verwaltung hatte. Nach einer durch die SS inszenierten Verleumdungskampagne gegen den Leiter der RfR Hanns Kerrl und der Gleichschaltung der Ostplanungen durch die Wehrmacht und der DAF, war Himmler im Frühjahr 1941 seinem Ziel, der unumschränkten Machtposition in der Siedlungspolitik, ein weiteres Stück näher gekommen.

### Errichtung des „Hauptamtes für Volkstumsfragen der NSDAP“
Am 22. Juni begann der Überfall der Wehrmacht auf die Sowjetunion. Zwei Tage später wies Himmler sein Reichskommissariat in Person von Konrad Mayer an, einen erweiterten Generalplan Ost zu entwerfen, der die neu eroberten Gebiete in der Sowjetunion miteinbeziehen sollte. Es blieb zunächst bei einer Skizze, die Himmler am 16. Juli 1941 Hitler vorlegte. Im Bestreben, seine führende Rolle in der Siedlungspolitik in den ehemaligen sowjetischen Gebieten beizubehalten und weiter auszudehnen, bildete Himmler eine sogenannte „Industrieberatungsstelle“, welche die Ansiedlung interessierter und geeigneter Unternehmen aus dem „Altreich“ in den besetzten Ostgebieten koordinieren sollte.
Andererseits schuf das Reichslandwirtschaftsministerium im Oktober 1941 die neue Abteilung „Planung und Raumordnung“, welche die Aktivitäten der „Landwirtschaftungsgesellschaft Ostland“ steuerte. Diese sollte für die Besiedlung des Baltikums zuständig sein. Gleichzeitig, am 30. Oktober 1941, präsentierte Alfred Rosenberg, der neu ernannte Reichsminister für die besetzten Ostgebiete, Vertretern verschiedener Reichsbehörden seine Ideen zur „Landesplanung im Ostraum“. Dies rief die Deutsche Arbeitsfront auf den Plan, die bereits zwei Wochen nach Rosenbergs Präsentation durch ihr „Arbeitswissenschaftliches Institut“ einen eigenen Siedlungsplan vorlegte.
In dieser Situation arbeitete Himmler wieder mit neuer Energie daran, seine Machtfülle weiter auszudehnen und die vermeintliche Konkurrenz machtpolitisch auszuschalten. Im Februar 1941 war Himmler bereits „Beauftragter der NSDAP für alle Volkstumsfragen“ geworden. Ende des Jahres strebte er die Etablierung eines Hauptamtes für Volkstumsfragen innerhalb der Reichsleitung der NSDAP an. Diese sollte mit Repräsentanten verschiedener SS-Dienststellen besetzt sein, die im Auftrag des RKF tätig waren: die Volksdeutsche Mittelstelle sollte alle „Eindeutschungsmaßnahmen“ koordinieren, das Reichssicherheitshauptamt war mit der „Aussonderung allen fremden Volkstums“ beauftragt, das Rasse- und Siedlungshauptamt mit der „rassischen Auslese“ und das Stabshauptamt des RKF schließlich mit der Siedlungspolitik im gesamten Reich und den besetzen Gebieten. Am 12. März bestätigte Hitler per Erlass die erneute Machterweiterung Himmlers.

### „Endlösung der Judenfrage“

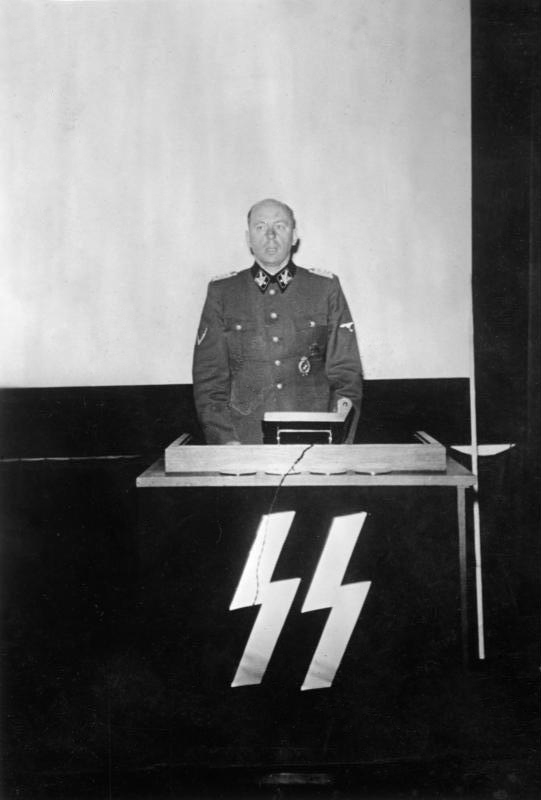
Otto Hofmann, Leiter des RuSHA im Jahre 1942

An der Wannseekonferenz vom 20. Januar 1942, die der „Vorbereitung der Endlösung der Judenfrage“ galt, wurde die völlige Vernichtung aller Juden im deutschen Einflussgebiet, insbesondere im Osten Europas besprochen, der damit judenfrei und von „fremdvölkischen“ und „deutschfeindlichen Elementen“ befreit werden sollte, ganz im Sinne des oben erwähnten Führererlasses vom 7. Oktober 1939. So referierte Reinhard Heydrich, der Organisator der Konferenz, zu Beginn der Besprechung, dass Europa „vom Westen nach dem Osten durchgekämmt werde“, um eine endgültige „Evakuierung der Juden“ durchzuführen.
Oblag zwar die Koordination und Ausführung der Endlösung in der Hauptsache dem Judenreferat Adolf Eichmanns, so war es doch das „Rasse- und Siedlungshauptamt“ (RuSHA), das durch seine Tätigkeit der „rassischen Überprüfungen“ der Bevölkerung in den besetzten Gebieten die Grundlage für die späteren Deportationen von Juden in die Ghettos und danach in die Vernichtungslager legte. Während der Konferenz, an der das RuSHA durch seinen Leiter Otto Hofmann vertreten war, wurde auch die Frage diskutiert, wie im Zuge der Endlösung mit jüdischen Mischlingen und Mischehen zwischen Juden und „Reichsdeutschen“ umzugehen sei.
Zur Zahl der in den besetzten Gebieten lebenden Juden lieferte der sogenannte Korherr-Bericht aus dem Jahre 1943 wichtige Anhaltspunkte zur Dimension des Vertreibungsprozesses und der späteren Vernichtungswelle. Laut Schätzung hatten demnach vor dem deutschen Überfall in den eingegliederten Gebieten und im Bereich des späteren Generalgouvernements 790.000, resp. 2.000.000 Juden gelebt. Am 31. Dezember 1942 betrug die jüdische Bevölkerung in den eingegliederten Gebieten noch 233.210 und im Generalgouvernement 297.914 Personen. Nach dem Kriegsende im Jahre 1945 konnten gerade noch 55.000 jüdische Überlebende auf polnischem Boden ermittelt werden.

### „Generalplan Ost“ (1942)
Gleichzeitig mit dem Beginn des Holocaust entwickelte das RSHA seinen eigenen Entwurf eines „Generalplans Ost“, der in einer Sitzung zwischen Himmler, in seiner Funktion als RKF, und Vertretern des Ostministeriums am 4. Februar 1942 besprochen wurde. Man kam schließlich überein, „möglichst freiwillig die betreffenden Unerwünschten in den russischen Raum abzuschieben“. Auch beschlossen beide Seiten, dass eine großangelegte Besiedlung der betroffenen Gebiete mit Deutschen nicht unmittelbar erfolgen durfte, „damit keine Unruhe in der Bevölkerung entstehe“.
Der Entwurf des RSHA und die Gespräche mit dem Ostministerium führten zu weiteren Anweisungen Himmlers an Konrad Meyer, der mit der Abfassung einer überarbeiteten Version des Generalplans Ost beauftragt worden war. Dieser wurde ihm schließlich am 28. Mai 1942 vorgelegt.
Meyers Entwurf war in drei Themenbereiche gegliedert: die zukünftige Siedlungsordnung, die zu erwartenden Kosten der Siedlungsmaßnahmen und die Grenzen der Siedlungsgebiete, sogenannte „Siedlungsmarken“. Zur Verwaltung des Siedlungsgebietes hieß es:

„In den eingegliederten Ostgebieten lenkt und beaufsichtigt der Reichskommissar für die Festigung deutschen Volkstums die Durchführung der Siedlungsaufbaus. Die weiteren Siedlungsgebiete werden als Siedlungsmarken für die Aufbaudauer der alleinigen Hoheitsgewalt des Reichsführers-SS als RKF unterstellt.“

„Verfügungsgewalt über Grund und Boden liegt beim Reich, vertreten durch Reichsführer-SS.“

„Die Siedlungsmarken werden für die Dauer des Aufbaues aus ihrem bisherigen staatsrechtlichen Territorialverband ausgegliedert und der Hoheitsgewalt des Reichsführers-SS als RKF unterstellt. Diese Hoheitsgewalt umfaßt Rechtsetzung, Rechtsprechung und Vollzug.“

Das Siedlungsgebiet des Generalplans Ost

Die zu erwartenden Kosten der Siedlungsoperation veranschlagte Meyer auf insgesamt 66,6 Milliarden Reichsmark, aufgeteilt auf 45,7 Milliarden für die eingegliederten Ostgebiete und 20,9 Milliarden für die besetzten Ostgebiete in Ostpolen und der Sowjetunion. Als Hauptquellen zur Finanzierung sollten dabei zu 34 % Mittel des Reichshaushalts und zu 42 % Gelder aus dem Privatkapitalmarkt dienen.
Die durch den Überfall auf die Sowjetunion neu gewonnenen Gebiete sollten in drei „Siedlungsmarken“ unterteilt werden:

„1. Ingermanland (Petersburger Gebiet)“

„2. Gotengau (Krim und Chersongebiet)“

„3. Memel- und Narewgebiet (Bezirk Bialystok und Westlitauen)“

Für eine erfolgreiche „Eindeutschung“ dieser Gebiete war eine Zeitdauer von 25 Jahren geplant. Dies bedeutete, dass mindestens 50 % der örtlichen Bevölkerung deutschstämmig sein sollten.
Meyers Plan sah einen Bedarf von 4,85 Millionen zusätzlichen Siedlern vor, aufgeteilt auf 1,5 Millionen Menschen für die eingegliederten Ostgebiete und 3,35 Millionen für die besetzten Ostgebiete. Für das sogenannte Aufbauprogramm war ein Einsatz von rund 450.000 Arbeitskräften in den ersten zehn Jahren vorgesehen.

### Tätigkeitsbericht der Jahre 1939–1942
Ende 1942 verfasste der RKF zusammen mit dem Stabshauptamt einen detaillierten Tätigkeitsbericht über die bis dahin erfolgten Umsiedlungsmaßnahmen in den besetzten Gebieten und im „Altreich“ sowie deren Finanzierung im Zeitraum von 1939 bis 1942. Angesichts des weiteren Kriegsverlaufs im Osten Europas in den darauffolgenden Jahren beschreibt der Bericht den tatsächlichen Endpunkt sämtlicher Ambitionen des Dritten Reiches zur Neuordnung Osteuropas.
Unter der Überschrift „Zurückführung von Deutschen aus dem Ausland“ vermerkt der Bericht, dass im Tätigkeitszeitraum insgesamt 629.000 „Volksdeutsche in das Reich und seine neuen Siedlungsräume umgesiedelt“ worden waren. Davon stammten 429.000 aus den Gebieten der nun durch die Wehrmacht besetzten Sowjetunion. Die großangelegten Umsiedlungsmaßnahmen betrafen nicht nur die besetzten polnischen und sowjetischen Gebiete, sondern nahezu alle europäischen Regionen unter dem politischen oder militärischen Einfluss des Dritten Reiches. So wurden beispielsweise 77.000 „Volksdeutsche“ aus Rumänien, des Weiteren 79.000 aus Südtirol und 34.000 aus den „ehemals jugoslawischen Gebieten“ umgesiedelt. Nicht siedlungsfähig hingegen waren gemäß dem Bericht rund drei Millionen Menschen in Ländern wie Frankreich, Rumänien oder Ungarn. Diese waren zwar deutscher Abstammung, aber galten dem RKF als „im Fremdvolk aufgegangene Menschen“ und hatten dementsprechend ihr „deutsches Volkstum“ eingebüßt.

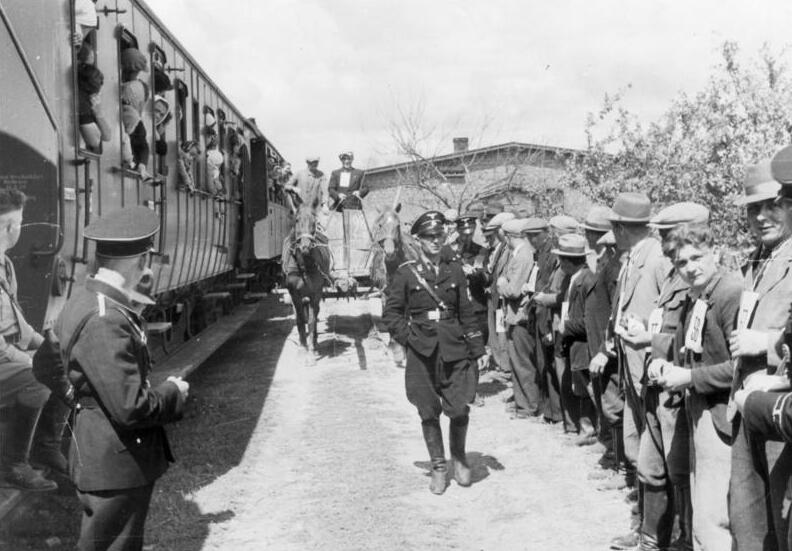
Ankunft galizischer Umsiedler in Schwarzenau bei Gnesen (1940)

Entsprechend der Ideologie der nationalsozialistischen Rassehygiene war in den besetzten Gebieten auch eine „volkspolitische Überprüfung der Bevölkerung“ durchgeführt worden. Demzufolge unterteilte der RKF die im designierten „deutschen Siedlungsraum“ lebenden Menschen in insgesamt vier Hauptgruppen:

„a) anerkannt deutsche Menschen (deutsche Staatsangehörige),
b) deutsche Menschen mit Bindungen zum Fremdvolk […], die völkischer Bewährung bedürfen (Staatsangehörige auf Widerruf),
c) Deutschstämmige oder sonst wertvolle Menschen, die als eindeutschungsfähig anerkannt sind,
d) fremdes Volkstum (Schutzangehörige des Deutschen Reiches).“

Etwa drei Millionen Personen erhielten die unter b) erwähnte „deutsche Staatsangehörigkeit auf Widerruf“, mehrheitlich aus Gebieten um die Stadt Danzig und Westpreußen mit bis zu 1,3 Millionen Menschen sowie Oberschlesien mit rund einer Million Personen. Insgesamt 25.000 Menschen erkannte der RKF als „eindeutschungsfähig“ an.
Mehrere repressive Maßnahmen und Regelungen waren gegen die „fremdvölkische Bevölkerung“ gerichtet. So waren 365.000 Polen aus ehemals polnischen, später in das Reich eingegliederten Gebieten in das sogenannte Generalgouvernement vertrieben worden, unter der Prämisse „Ausschaltung des schädigenden Einflusses volksfremder Bevölkerungsteile im deutschen Siedlungsraum“. Enteignungen und Vertreibungen betrafen dabei nicht nur Polen, auch wenn diese von den Maßnahmen am stärksten betroffen waren. So vermeldete der Bericht, dass auch „17.000 deutschfeindliche Slowenen enteignet“ und „295.000 Elsässer, Lothringer und Luxemburger nach Frankreich abgeschoben oder an der Rückkehr verhindert, andere in das Altreich oder in östliche Siedlungsgebiete umgesiedelt“ worden waren.
Weiterhin vermeldete der Bericht „Sonderbestimmungen auf nahezu allen Gebieten des Lebens“, zur weiteren rechtlichen Einschränkung der in den besetzten Gebieten lebenden Polen und „Ostarbeiter“, die gesondert gekennzeichnet wurden. Weiterhin wurden sie nicht nur einem besonderen Tarif- und Besteuerungssystem, Aufenthaltsbeschränkungen sowie einer reduzierten Zuteilung von Verbrauchsgütern unterworfen, sondern mussten ebenso eine „Beschränkung von Eheschließung und Geschlechtsverkehr“ erdulden.
Ebenso detailliert listete der Bericht die einzelnen Umsiedlungsaktionen von Volksdeutschen in bestimmte Gebiete auf, was im Verwaltungsjargon des RKS als „Seßhaftmachung der Umsiedler“ bezeichnet wurde. So waren unter anderem folgende Volksgruppen und Gebiete betroffen:

„a) [In den eingegliederten Ostgebieten] wurden für das Reich zur Verfügung des Reichskommissars für die Festigung deutschen Volkstums 6.000.000 ha an ländlichen Grundbesitz beschlagnahmt und von den alten Schulden freigestellt. […] Das bodenständige Deutschtum in diesen Gebieten durch die Zuführung und Ansiedlung von 332.000 Umsiedlern gestärkt. Seine biologische und berufsmäßige Zusammensetzung wurde durch den günstigen Altersaufbau und den überwiegend ländlichen Charakter der Umsiedlergruppen verbessert. Es wurden unter anderem 65.000 Höfe in diesen Gebieten ausgewählt, freigemacht und mit Umsiedlern besetzt. Der Zuzug von Reichsdeutschen wurde durch steuerliche Vorteile und andere Maßnahmen gefördert. […]

c) Im Protektorat werden zurzeit 6.000 Umsiedler aus dem Südosten und 600 Luserner und Fersentaler angesiedelt. Durch diese und weitere Ansiedlungen wird eine Deutschtumsbrücke von Norden nach Süden über Prag und eine weitere von Nordosten nach Südwesten durch Mähren gelegt. Das Siedlungsland wird durch Ankauf oder durch Enteignung gegen billige Entschädigung beschafft. […]
f) In den besetzten Ostgebieten werden zurzeit rund 40 – 60.000 Ostwolhyniendeutsche bei drei Stützpunkten zwischen Schitomir und Winniza zusammengezogen und angesiedelt. Die Betreuung der 127.000 Volksdeutschen in Transnistrien wurde auf Grund einer Vereinbarung mit der rumänischen Regierung durch Dienststellen des Reichskommissars übernommen. Die Umsiedlung der Transnistriendeutschen nach der Krim und der Volksdeutschen aus den Nachbargebieten der Krim ist in Vorbereitung.
g) Im Elsaß und in Lothringen werden zurzeit 5.000 Buchenlanddeutsche angesetzt. […]“

Zum finanziellen Aufkommen der gesamten Umsiedlungsaktion führte der RKF an, dass sich das Gesamtbudget des RKF im Zeitraum von 1939 bis 1942 auf rund 770 Millionen Reichsmark beliefe. Die nach Ansicht des RKF geringen Kosten bei der so genannten „Wiederansiedlung der Umsiedler“ erklärten sich „durch entschädigungslose Verwertung früher fremdvölkischen Vermögens.“

### Rückzug und Ende der Ostbesiedlung
Zu Beginn des Jahres 1943 versuchte Himmler, seine Expansionspläne auf weitere Gebiete im Osten auszudehnen. Am 12. Januar beauftragte er seinen Chefplaner Konrad Meyer mit der Erweiterung des Generalplans Ost, basierend auf den im September 1942 erarbeiteten Generalsiedlungsplan. Dieser sollte auf einem „Ostsiedlungsraum“ aufbauen, der neben den bislang annektierten Gebieten auch Litauen, Lettland, Estland, Weißruthenien, Ingermanland sowie die Krim und Taurien miteinschloss. Angesichts des veränderten Kriegsverlaufes stellten die Bemühungen Himmlers vom Frühjahr 1943 aber gleichzeitig das Ende des „Generalplans Ost“ dar. Vielmehr setzte im Sommer 1943, im Zuge der sowjetischen Sommeroffensive, eine Rückzugsbewegung deutscher Siedler nach Westen ein.
Die ersten Siedler und Bauern, die von den Rückzugsbewegungen betroffen waren, stammten aus dem Kaukasus. Die wenigsten unter ihnen waren „Volksdeutsche“ im nationalsozialistischen Sinne. Vielmehr handelte es sich größtenteils um Menschen fremder Nationalitäten, die von der SS als „rassisch brauchbar“ beurteilt und für den Arbeitseinsatz im Reich westwärts verschickt wurden. Die Volksdeutschen aus den russischen Gebieten wurden zunächst in der Westukraine angesiedelt. Ende September 1943 betrug die Zahl der östlich des Dnjepr evakuierten deutschen Siedler bereits 67.000, und schwoll in den kommenden Monaten auf mehrere Hunderttausende an.
Mit dem Herannahen der Kriegsfront setzten sich jedoch bald die Siedlertrecks wieder in Bewegung. Das Ziel war nun das Wartheland. Dort lebten die Siedler zuerst in von der SS verwalteten und kontrollierten Lagern, bevor sie anschließend „durchgeschleust“ und „angesetzt“ wurden. Die Besiedlung erfolgte dann im bereits oben erwähnten „Siedlungsgebiet 1. Ordnung“ auf sogenannten „Zwerghöfen“. Die polnischen Besitzer dieser Höfe waren zuvor von ihrem Besitz vertrieben worden. Pläne, sämtliche enteignete polnische Bauern in die Ukraine abzuschieben, wurden nicht mehr umgesetzt.
Zu diesem Zeitpunkt, im Dezember 1943, wurden im RKF die Planungsarbeiten für die Ostbesiedlung schließlich eingestellt. Bereits im Mai 1943 hatte sich Himmler zum letzten Mal gegenüber Konrad Mayer zum „Generalplan Ost“ geäussert. Trotz der Kriegsrealität phantasierte er weiter von einer deutschen Besiedlung des Ostens. Noch am 26. Juli 1944, als sich die sowjetische Armee bereits auf polnischem Gebiet befand, erklärte Himmler in einer Rede vor deutschen Offizieren:

„[Es geht um ein] Hinausschieben der deutschen Volkstumsgrenze um mindestens 500 km nach dem Osten, von der Grenze des Jahres 1939 gesehen. Es gilt die Besiedlung dieses Raumes mit deutschen Söhnen und deutschen Familien, mit germanischen Söhnen und germanischen Familien, so daß ein Pflanzgarten germanischen Blutes wird, damit wir weiter ein Bauernvolk bleiben, was wir fast aufgehört haben zu sein, da der Anteil des Bäuerlichen in unserem Volke immer weniger geworden ist. Ich will Ihnen weiter etwas sagen. Das sage ich Ihnen heute, wo der Russe so nahe an unserer Grenze steht: Es kommt darauf an, die Äcker, die wir in diesem Krieg bereits gewonnen hatten und wieder verloren und die wir uns wieder holen werden, was gar kein Problem sein wird, zu gewinnen. Es geht um das Hinausschieben einer Wehrgrenze bis an die Grenze unseres militärischen Interessengebietes, mit einem ständigen Hineinfressen in den Osten, der kein Gespenst für uns sein darf.“